# Lijst van personen overleden in 1958
Dit is een lijst van personen die zijn overleden in 1958.

## Januari

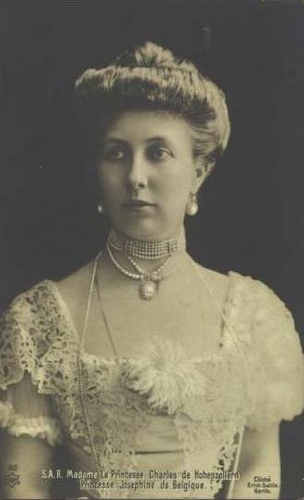
Josephine van België
6 januari

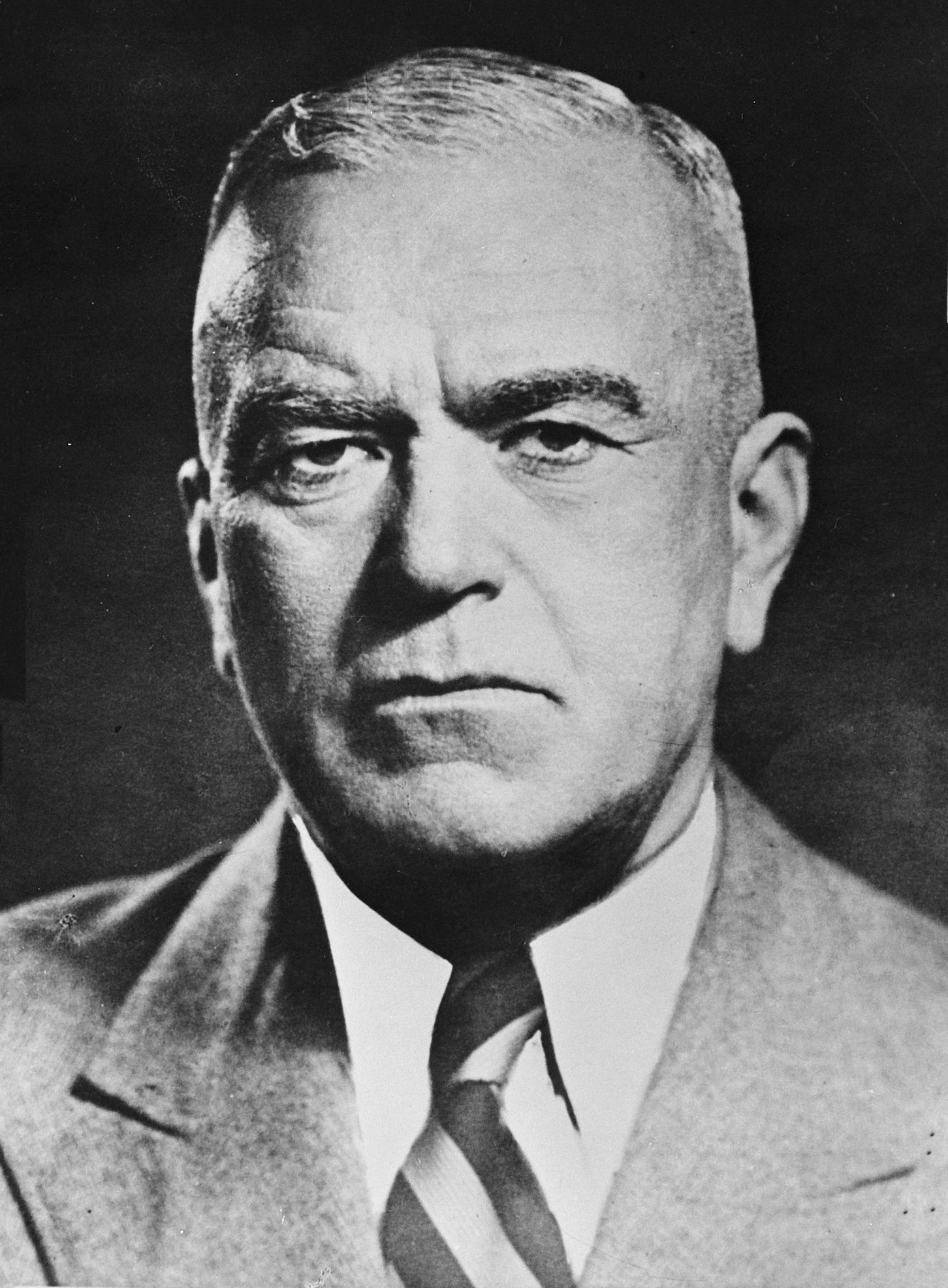
Petru Groza
7 januari

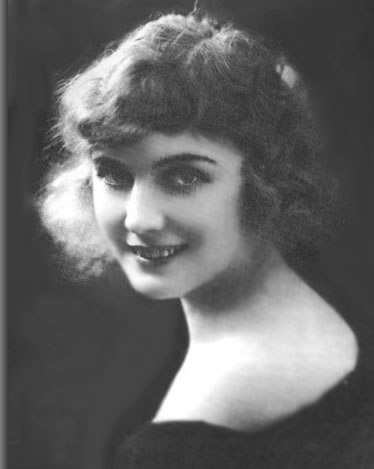
Edna Purviance
11 januari

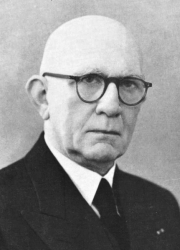
Johannes Lindeboom
13 januari

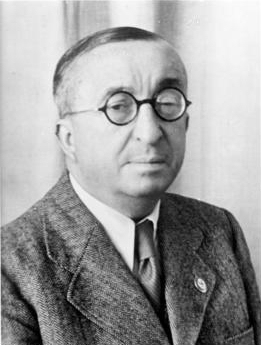
Ernst Heinkel
30 januari

| 1 | 2 | 3 | 4 | 5 | 6 | 7 | 8 | 9 | 10 | 11 | 12 | 13 | 14 | 15 | 16 | 17 | 18 | 19 | 20 | 21 | 22 | 23 | 24 | 25 | 26 | 27 | 28 | 29 | 30 | 31 |
| - | - | - | - | - | - | - | - | - | -- | -- | -- | -- | -- | -- | -- | -- | -- | -- | -- | -- | -- | -- | -- | -- | -- | -- | -- | -- | -- | -- |

### 1 januari
- Edward Weston (71), Amerikaans fotograaf

### 2 januari
- Remy C. van de Kerckhove (36), Belgisch voetballer en dichter

### 4 januari
- Adelgunde Marie van Beieren (87), lid Duitse adel
- Alliot Verdon-Roe (80), Brits vliegtuigbouwer

### 6 januari
- Josephine van België (85), lid Belgische koningshuis
- Bernard van Leer (74), Nederlands ondernemer

### 7 januari
- Petru Groza (73), Roemeens politicus

### 8 januari
- Mary Colter (88), Amerikaans architecte en designer
- John Duff (62), Canadees autocoureur
- Paul Pilgrim (74), Amerikaans atleet

### 9 januari
- Karl Reinhardt (71), Duits filoloog
- Willis Rodney Whitney (89), Amerikaans scheikundige

### 10 januari
- Edouard Moreaux (87), Belgisch burgemeester

### 11 januari
- Edna Purviance (62), Amerikaans actrice

### 13 januari
- Henry Delanney (71), Belgisch politicus
- Johannes Lindeboom (75), Nederlands kerkhistoricus en bestuurder

### 14 januari
- Generoso Maceda (54), Filipijns antropoloog en ondernemer

### 15 januari
- Ernest de Regge (57), Belgisch componist
- Jevgeni Schwartz (61), Russisch schrijver

### 18 januari
- Beatrix de Rijk (74), Nederlands pilote

### 20 januari
- Hector Blanckaert (80), Belgisch burgemeester

### 24 januari
- Johannes Wessels Boer (56), Nederlands ingenieur en bestuurder

### 27 januari
- Herman Maas (80), Nederlands journalist en schrijver
- Motonori Matuyama (73), Japans geoloog
- Oscar van Pruisen (69), lid Pruisische adel en Duits militair

### 28 januari
- Roger Rommiée (51), Belgisch politicus

### 30 januari
- Ernst Heinkel (70), Duits vliegtuigbouwer

## Februari

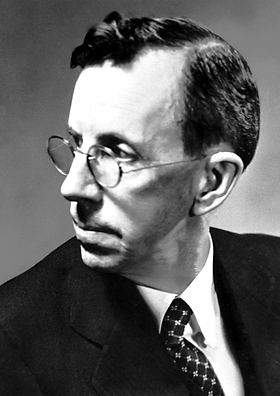
Clinton Davisson
1 februari

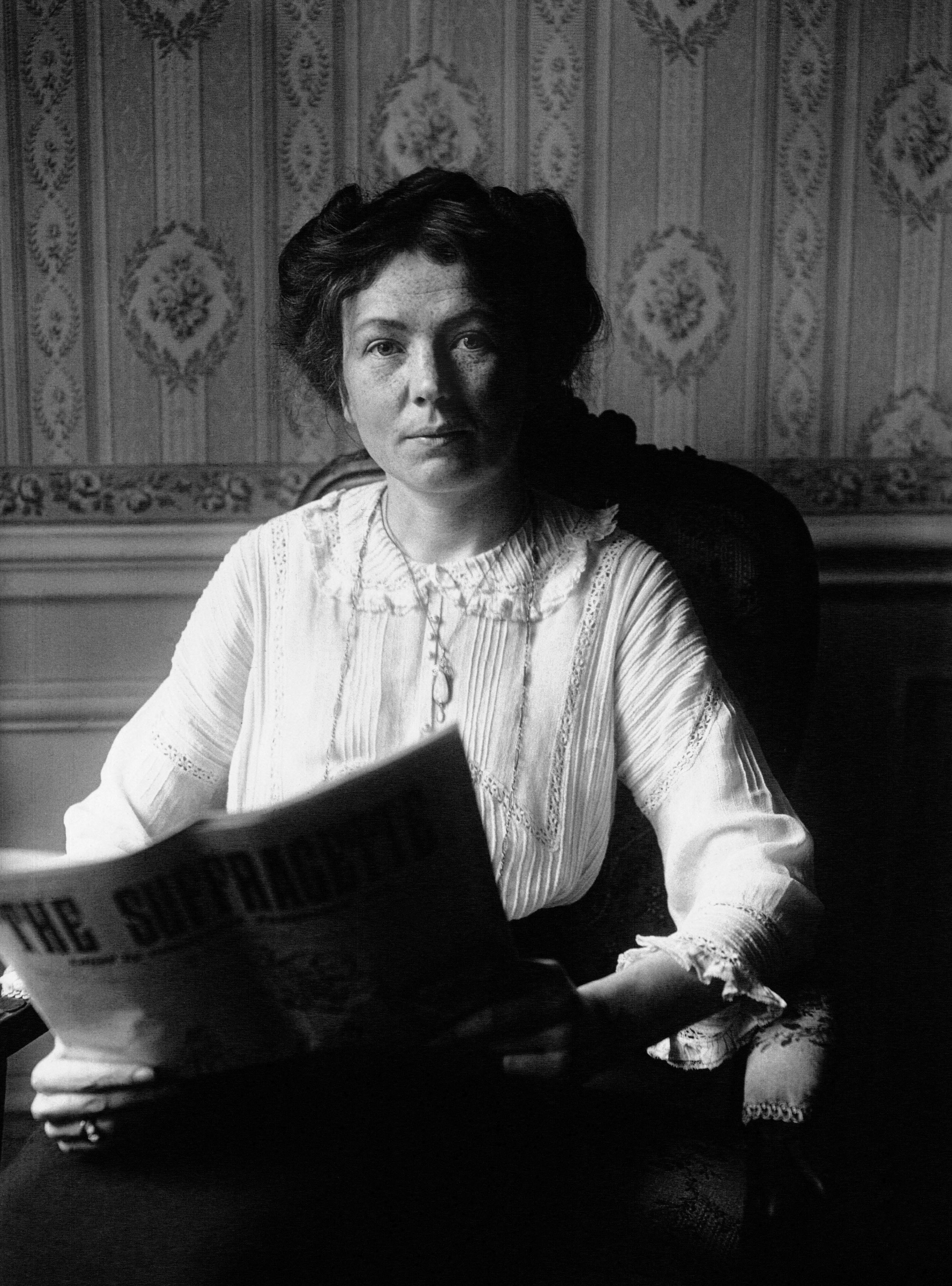
Christabel Pankhurst
13 februari

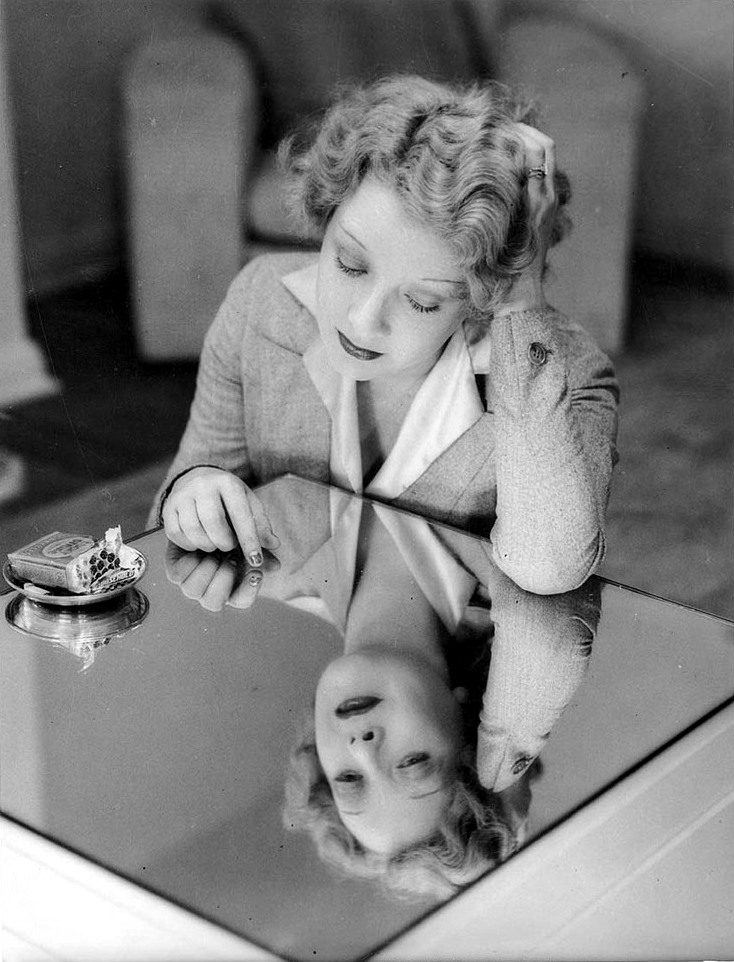
Helen Twelvetrees
13 februari

| 1 | 2 | 3 | 4 | 5 | 6 | 7 | 8 | 9 | 10 | 11 | 12 | 13 | 14 | 15 | 16 | 17 | 18 | 19 | 20 | 21 | 22 | 23 | 24 | 25 | 26 | 27 | 28 |
| - | - | - | - | - | - | - | - | - | -- | -- | -- | -- | -- | -- | -- | -- | -- | -- | -- | -- | -- | -- | -- | -- | -- | -- | -- |

### 1 februari
- Clinton Davisson (76), Amerikaans natuurkundige

### 3 februari
- Johan Buziau (81), Nederlands komiek en revueartiest
- Ernest Nolf (87), Belgisch politicus

### 4 februari
- Monta Bell (66), Amerikaans filmregisseur en acteur

### 5 februari
- Gian Battista Mantegazzi (68), Zwitsers componist

### 6 februari
- Omgekomen bij de vliegramp van München:
  - Geoff Bent (25), Engels voetballer
  - Roger Byrne (28), Engels voetballer
  - Tommy Taylor (26), Engels voetballer
- Pieter Deddens (67), Nederlands theoloog

### 10 februari
- Valère Ollivier (36), Belgisch wielrenner

### 12 februari
- Marcel Cachin (88), Frans communistisch politicus en journalist
- Douglas Hartree (60), Brits wiskundige en natuurkundige

### 13 februari
- Christabel Pankhurst (77), Brits activiste
- Luis Pimentel (62), Spaans dichter
- Georges Rouault (86), Frans kunstschilder
- Helen Twelvetrees (49), Amerikaans actrice
- Edouard Van Vlaenderen (89), Belgisch politicus

### 14 februari
- Gerard Jacobs (92), Belgisch kunstschilder

### 16 februari
- Jacob Maarsingh (65), Nederlands politicus

### 20 februari
- A.C. Josephus Jitta (70), Nederlands rechtsgeleerde
- Victor Sabbe (51), Belgisch politicus

### 21 februari
- Duncan Edwards (21), Engels voetballer

### 25 februari
- Fernand Ledoux (71), Belgisch politicus

### 27 februari
- Ruperto Kangleon (67), Filipijns militair en politicus

## Maart

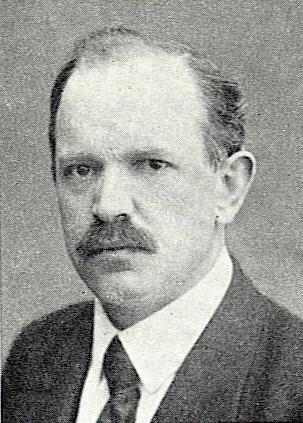
Robert Grimm
8 maart

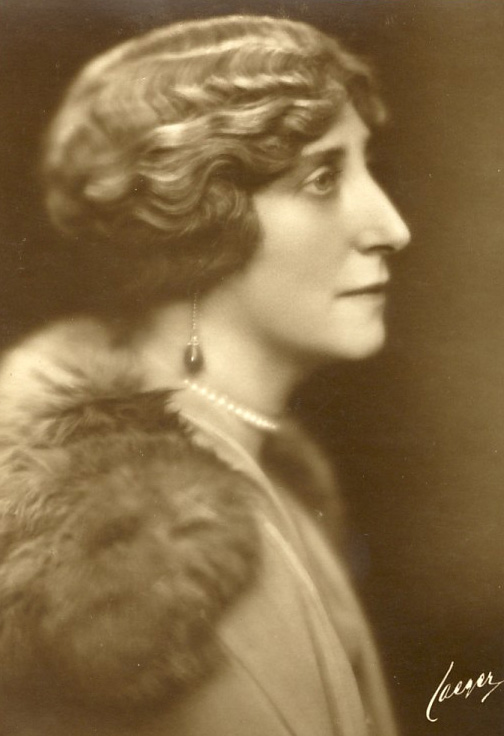
Ingeborg van Denemarken
12 maart

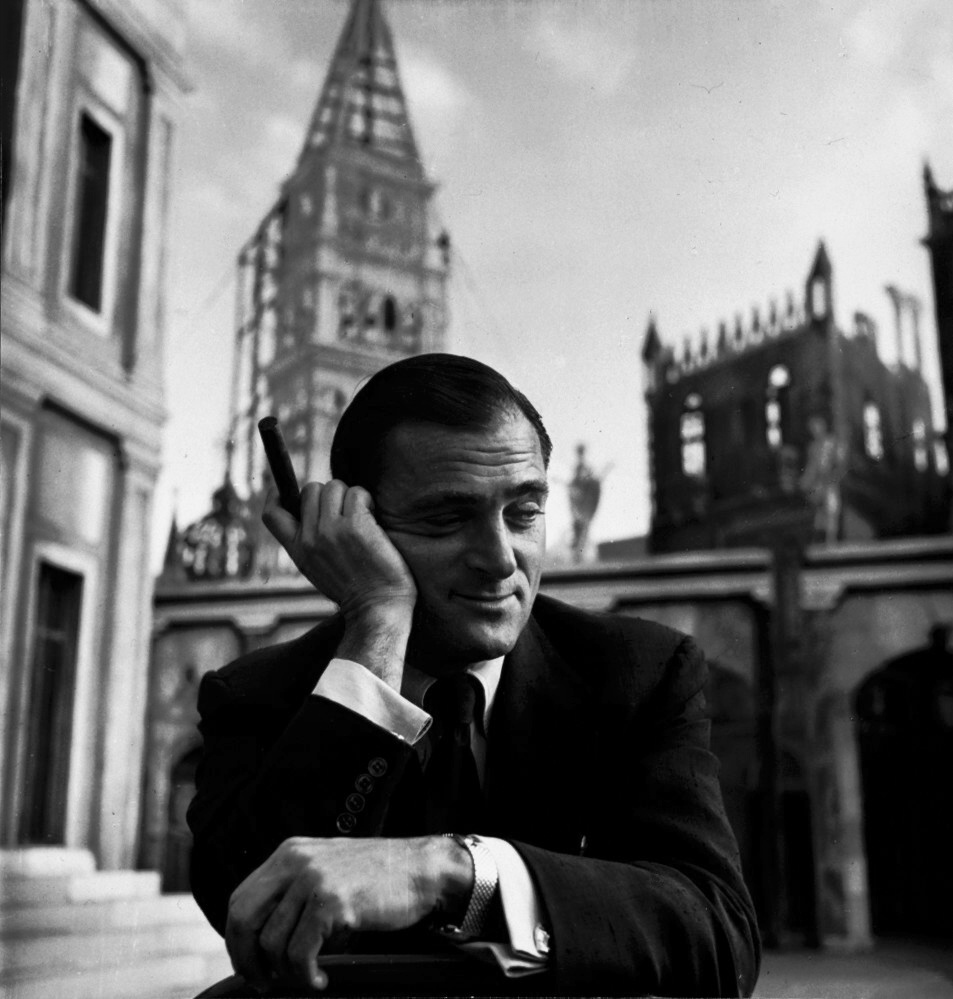
Michael Todd
22 maart

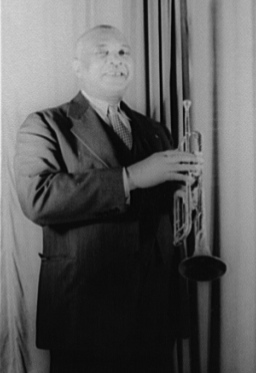
W.C. Handy
28 maart

| 1 | 2 | 3 | 4 | 5 | 6 | 7 | 8 | 9 | 10 | 11 | 12 | 13 | 14 | 15 | 16 | 17 | 18 | 19 | 20 | 21 | 22 | 23 | 24 | 25 | 26 | 27 | 28 | 29 | 30 | 31 |
| - | - | - | - | - | - | - | - | - | -- | -- | -- | -- | -- | -- | -- | -- | -- | -- | -- | -- | -- | -- | -- | -- | -- | -- | -- | -- | -- | -- |

### 1 maart
- Giacomo Balla (86), Italiaans kunstschilder

### 4 maart
- Jules Casterman (80), Belgisch politicus
- Albert Kuyle (54), Nederlands schrijver

### 5 maart
- Jan Vroom jr. (64), Nederlands tuin- en landschapsarchitect

### 6 maart
- Johannes Vehlow (67), Duits astroloog

### 7 maart
- Charles Gillès de Pelichy (85), Belgisch politicus

### 8 maart
- Robert Grimm (76), Zwitsers politicus

### 9 maart
- Gaetano van Bourbon-Parma (52), lid huis Bourbon-Parma

### 10 maart
- Hans de Jong (43), Nederlands illustrator
- Karl Wazulek (43), Oostenrijks schaatser

### 11 maart
- Ole Kirk Christiansen (66), Deens ondernemer en oprichter van LEGO
- Joop van Lunteren (75), Nederlands beeldhouwer

### 12 maart
- Ingeborg van Denemarken (79), lid Deense koningshuis

### 14 maart
- Alexandros Touferis (81), Grieks-Frans atleet

### 15 maart
- Henri Landheer (58), Nederlands atleet
- Paul de Moffarts (89), Belgisch politicus

### 16 maart
- Charlie Kunz (61), Brits-Amerikaanse pianist

### 17 maart
- John J. Parker (72), Amerikaans rechter
- Cor Roffelsen (68), Nederlands architect

### 22 maart
- Michael Todd (48), Amerikaans filmproducent

### 23 maart
- Florian Znaniecki (76), Pools-Amerikaans socioloog en filosoof

### 24 maart
- Claude Rivaz (85), Engels voetballer

### 26 maart
- Erwin Kalser (75), Duits acteur

### 28 maart
- W.C. Handy (84), Amerikaans bluesmusicus

## April

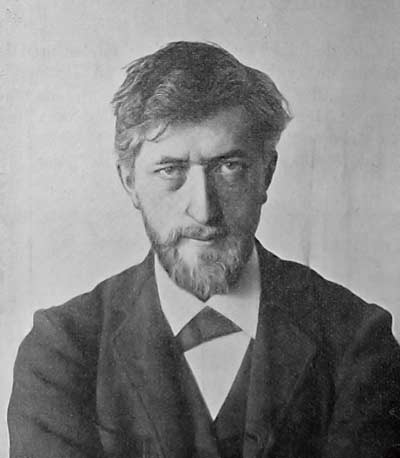
J.F. Willumsen
4 april

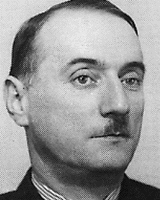
Marcel Pilet-Golaz
11 april

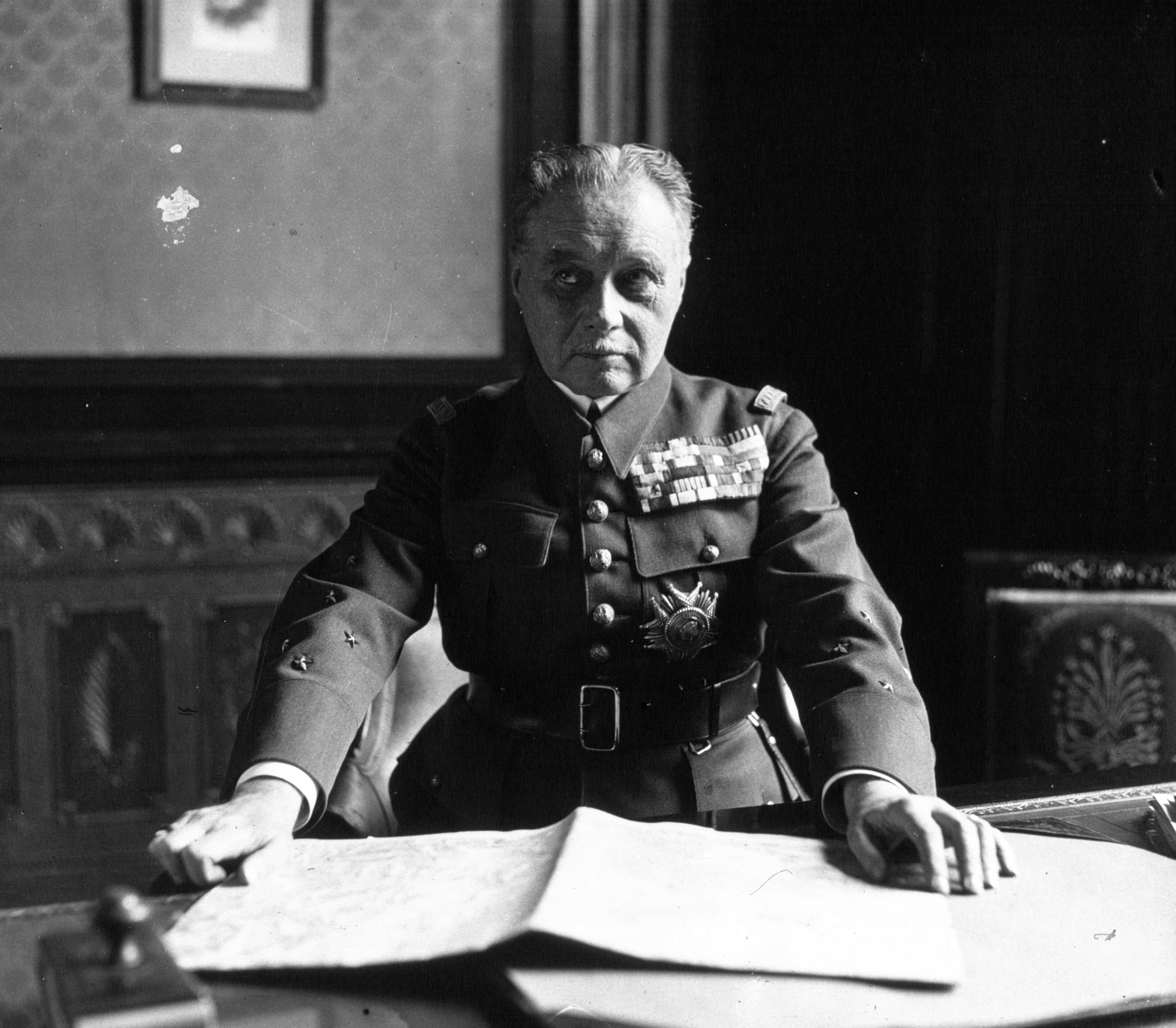
Maurice Gamelin
18 april

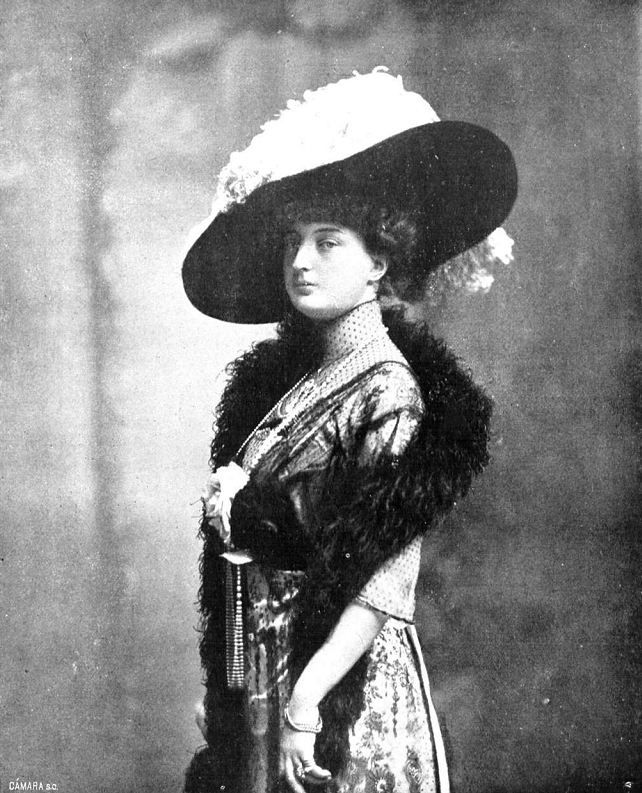
Louise van Orléans
18 april

| 1 | 2 | 3 | 4 | 5 | 6 | 7 | 8 | 9 | 10 | 11 | 12 | 13 | 14 | 15 | 16 | 17 | 18 | 19 | 20 | 21 | 22 | 23 | 24 | 25 | 26 | 27 | 28 | 29 | 30 |
| - | - | - | - | - | - | - | - | - | -- | -- | -- | -- | -- | -- | -- | -- | -- | -- | -- | -- | -- | -- | -- | -- | -- | -- | -- | -- | -- |

### 4 april
- Hendrik Heyman (78), Belgisch politicus
- J.F. Willumsen (94), Deens kunstschilder en beeldhouwer

### 5 april
- Ferdinand Maria van Beieren (73), lid Duitse adel
- Pé Verhaegen (56), Belgisch wielrenner

### 7 april
- Asgar Karamat Ali (51), Surinaams politicus

### 11 april
- Ferdinand De Ruddere (66), Belgisch architect
- Alfred De Taeye (52), Belgisch politicus
- Marcel Pilet-Golaz (68), Zwitsers politicus

### 16 april
- Fernand van Ackere (79), Belgisch politicus
- Karl Fischer (57), Duits scheikundige
- Rosalind Franklin (37), Brits biochemicus
- Edgard Van Boxtaele (69), Belgisch voetballer

### 18 april
- Maurice Gamelin (85), Frans militair leider
- Louise van Orléans (76), lid Franse adel

### 20 april
- René Vermandel (65), Belgisch wielrenner

### 21 april
- John Amans (73), Nederlands fluitist
- Jan van Best (77), Nederlands politicus

### 25 april
- Jan Rudolph van Musschenbroek (85), Nederlands kunstschilder

### 26 april
- Joan Collette (69), Nederlands kunstenaar

### 27 april
- Leopoldo Aguinaldo (72), Filipijns ondernemer
- Michel Rasquin (58), Luxemburgs politicus

### 29 april
- Barend Hopperus Buma (61), Nederlands burgemeester

## Mei

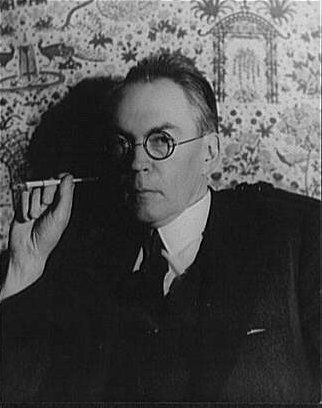
James Branch Cabell
5 mei

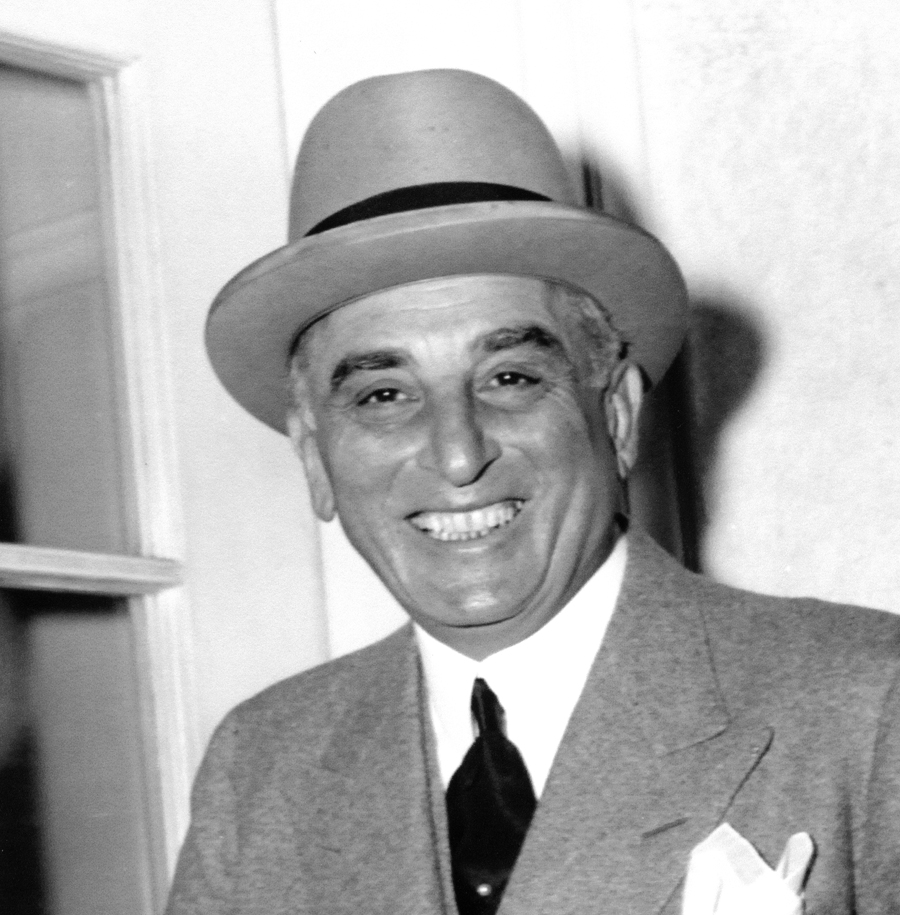
Joseph E. Davies
9 mei

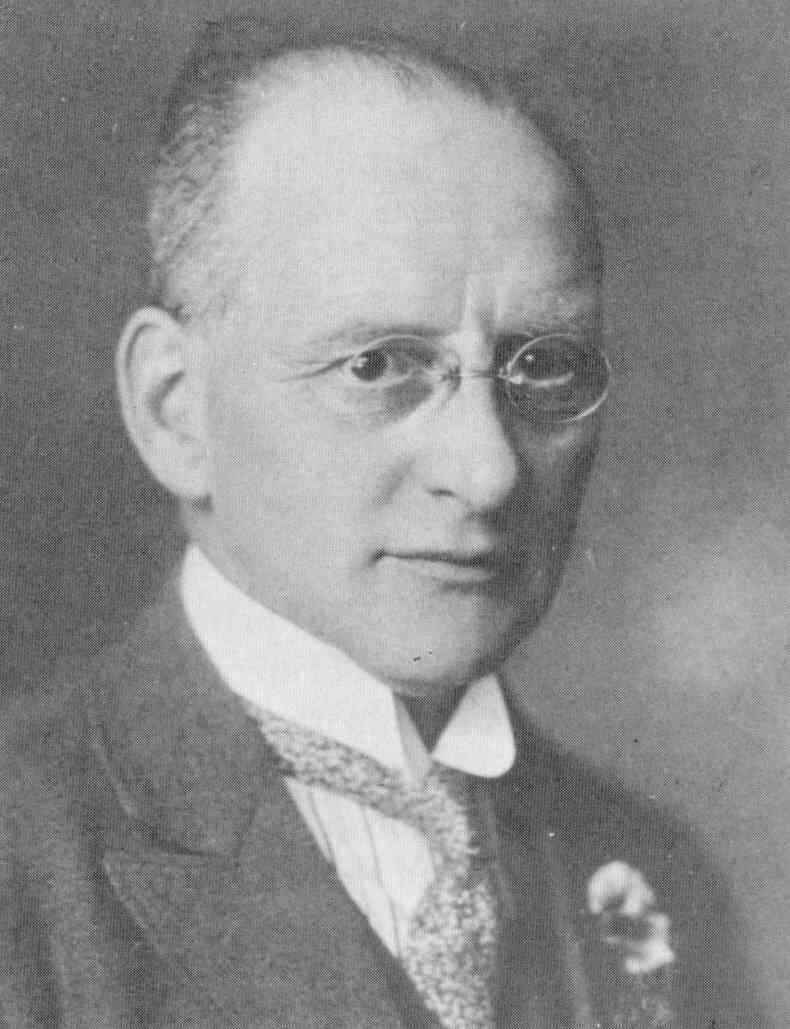
Nico Broekhuysen
13 mei

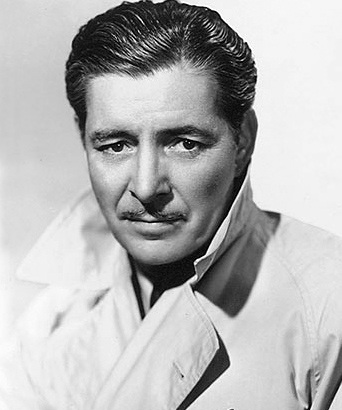
Ronald Colman
19 mei

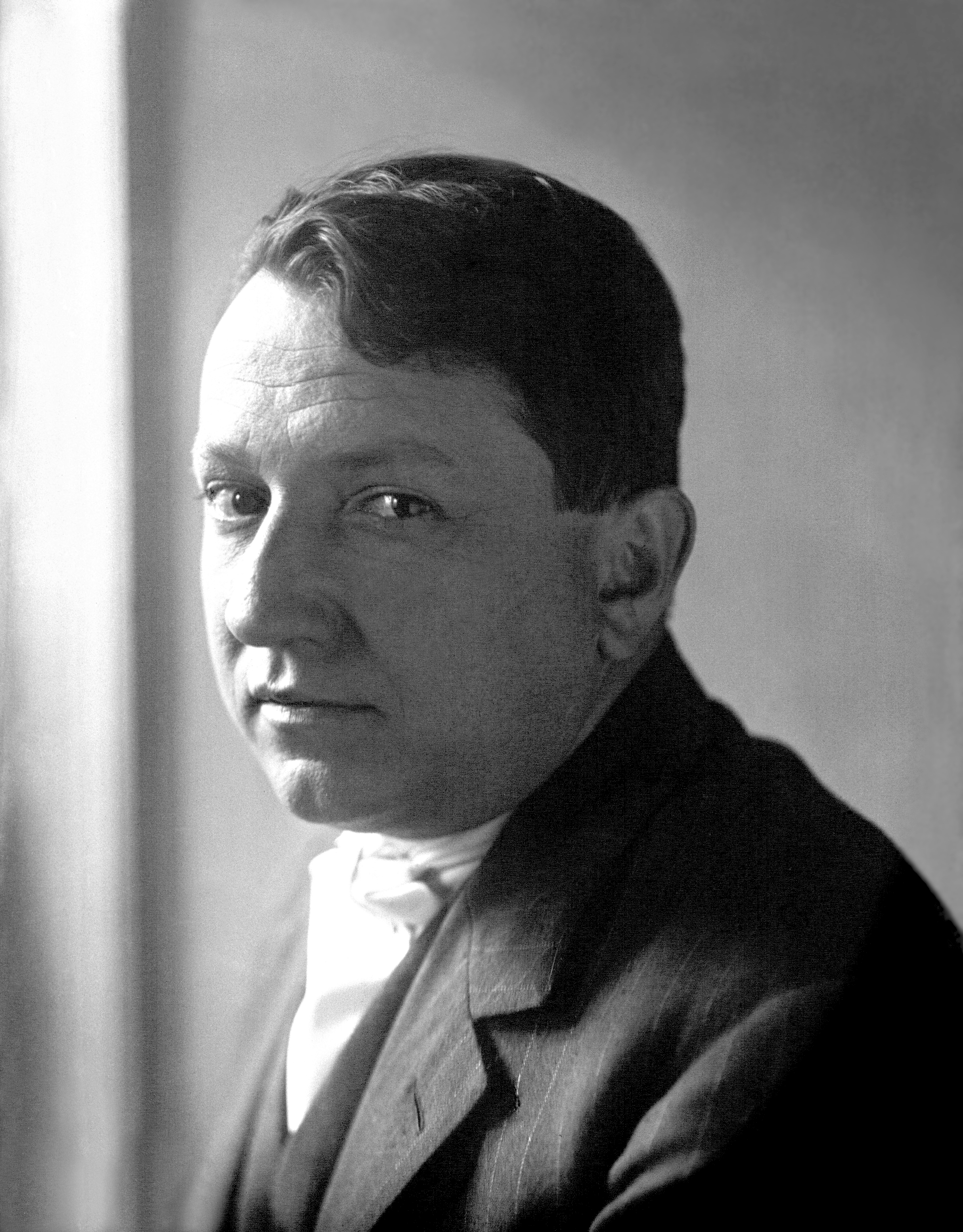
Francis Carco
26 mei

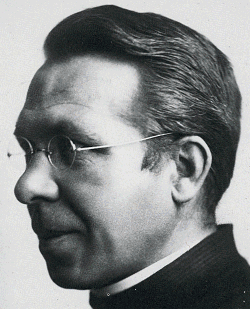
Jozef van Mierlo
30 mei

| 1 | 2 | 3 | 4 | 5 | 6 | 7 | 8 | 9 | 10 | 11 | 12 | 13 | 14 | 15 | 16 | 17 | 18 | 19 | 20 | 21 | 22 | 23 | 24 | 25 | 26 | 27 | 28 | 29 | 30 | 31 |
| - | - | - | - | - | - | - | - | - | -- | -- | -- | -- | -- | -- | -- | -- | -- | -- | -- | -- | -- | -- | -- | -- | -- | -- | -- | -- | -- | -- |

### 1 mei
- Oscar Torp (64), Noors politicus

### 2 mei
- Ragnvald Blix (75) Noorse illustrator, tijdschriftredacteur en karikaturist

### 5 mei
- Otto Abetz (54), Duits diplomaat
- James Branch Cabell (79), Amerikaans schrijver

### 6 mei
- René Dieudonné (57), Belgisch politicus

### 7 mei
- Theodoor van Erp (84), Nederlands kunstenaar en architect

### 9 mei
- Joseph E. Davies (81), Amerikaans diplomaat

### 10 mei
- Jan Lambertus Faber (83), Nederlands politicus

### 13 mei
- Nico Broekhuysen (81), Nederlands sportbestuurder
- Joseph Coenen (88), Belgisch historicus

### 16 mei
- Jeroom Verten (49), Belgisch toneelschrijver

### 17 mei
- Nehemias Tjernagel (90), Amerikaans componist

### 19 mei
- Ronald Colman (67), Brits acteur
- Wijnand Geraedts (74), Nederlands kunstschilder
- Archie Scott-Brown (31), Brits autocoureur
- Bruno Stürmer (66), Duits componist

### 20 mei
- Frédéric François-Marsal (84), Frans politicus
- Anton Pauker (82), Tsjechisch componist

### 21 mei
- Wilhelm Süss (63), Duits wiskundige

### 22 mei
- Madelon Székely-Lulofs (58), Nederlands schrijfster en journaliste

### 24 mei
- Edsge Marten Teenstra (84), Nederlands politicus

### 25 mei
- Ismail Marzuki (44), Indonesisch componist

### 26 mei
- Francis Carco (71), Frans schrijver

### 29 mei
- Juan Ramón Jiménez (76), Spaans dichter

### 30 mei
- Cornelius Berkhout (66), Nederlands pianist en pianopedagoog
- Jozef van Mierlo (79), Belgisch schrijver
- Pat O'Connor (29), Amerikaans autocoureur

## Juni

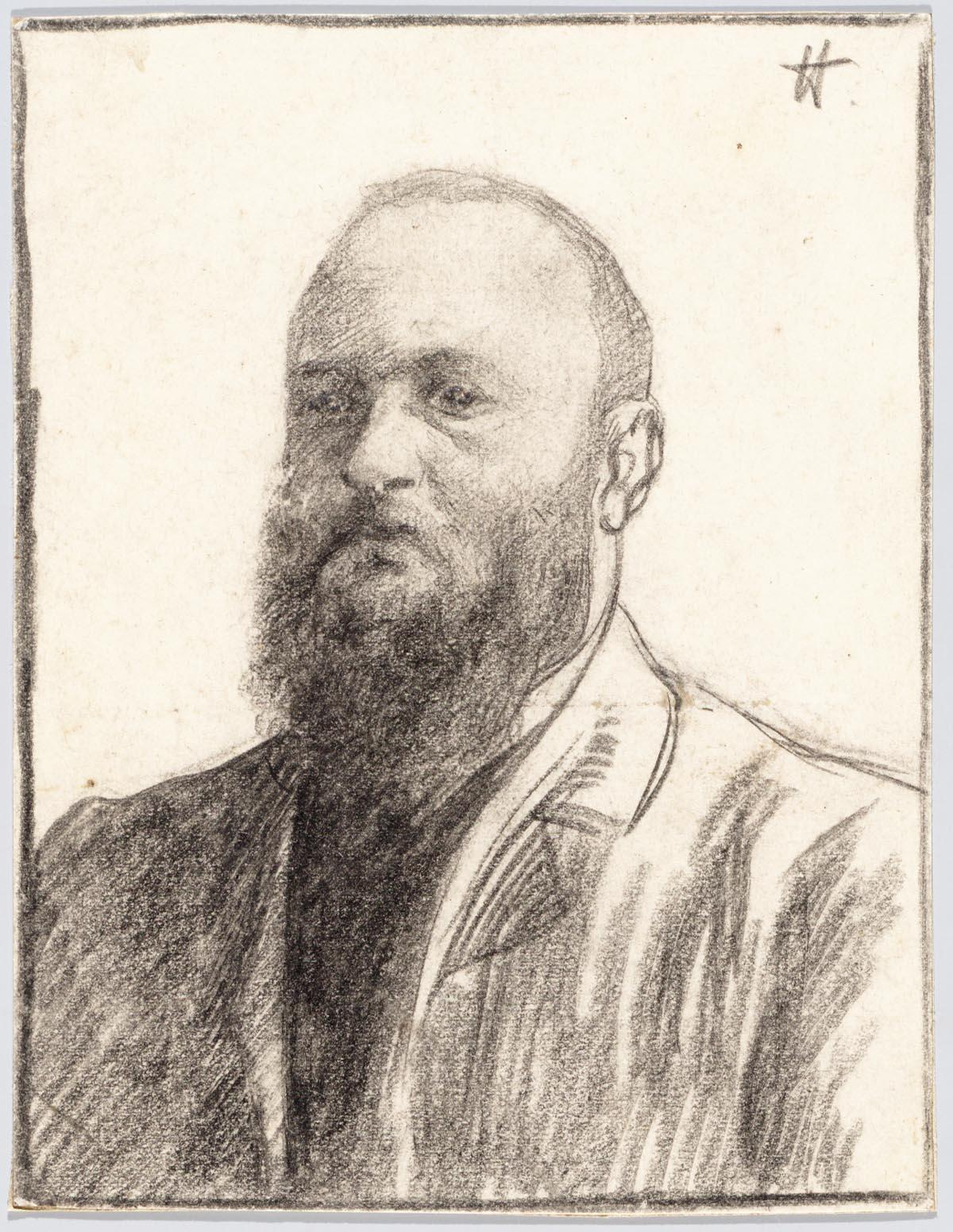
Jan van Zutphen
7 juni

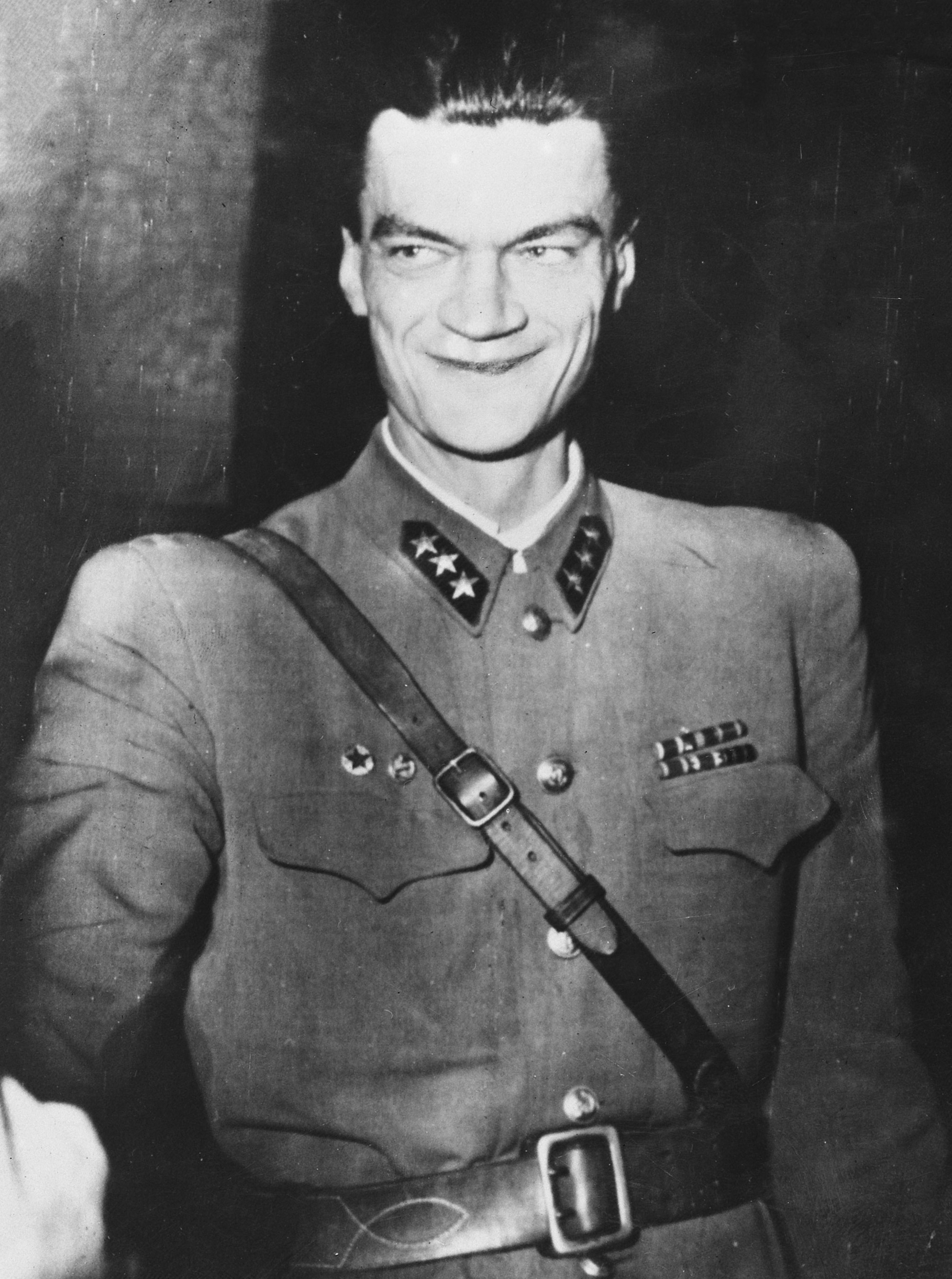
Pál Maléter
16 juni

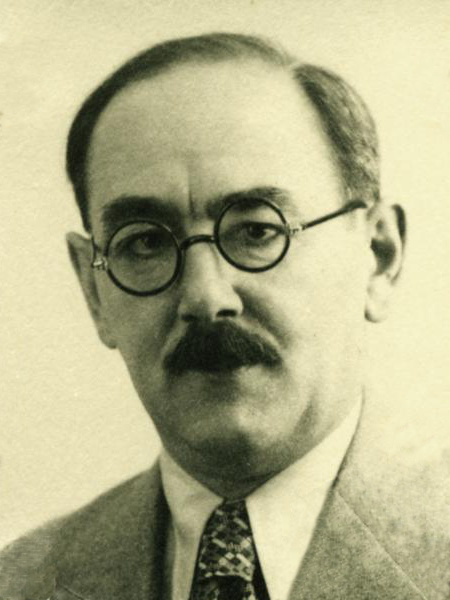
Imre Nagy
16 juni

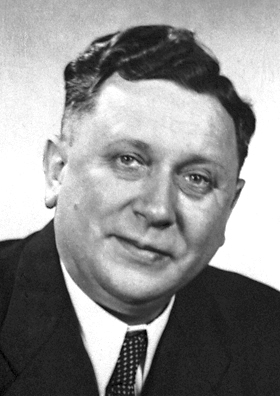
Kurt Alder
20 juni

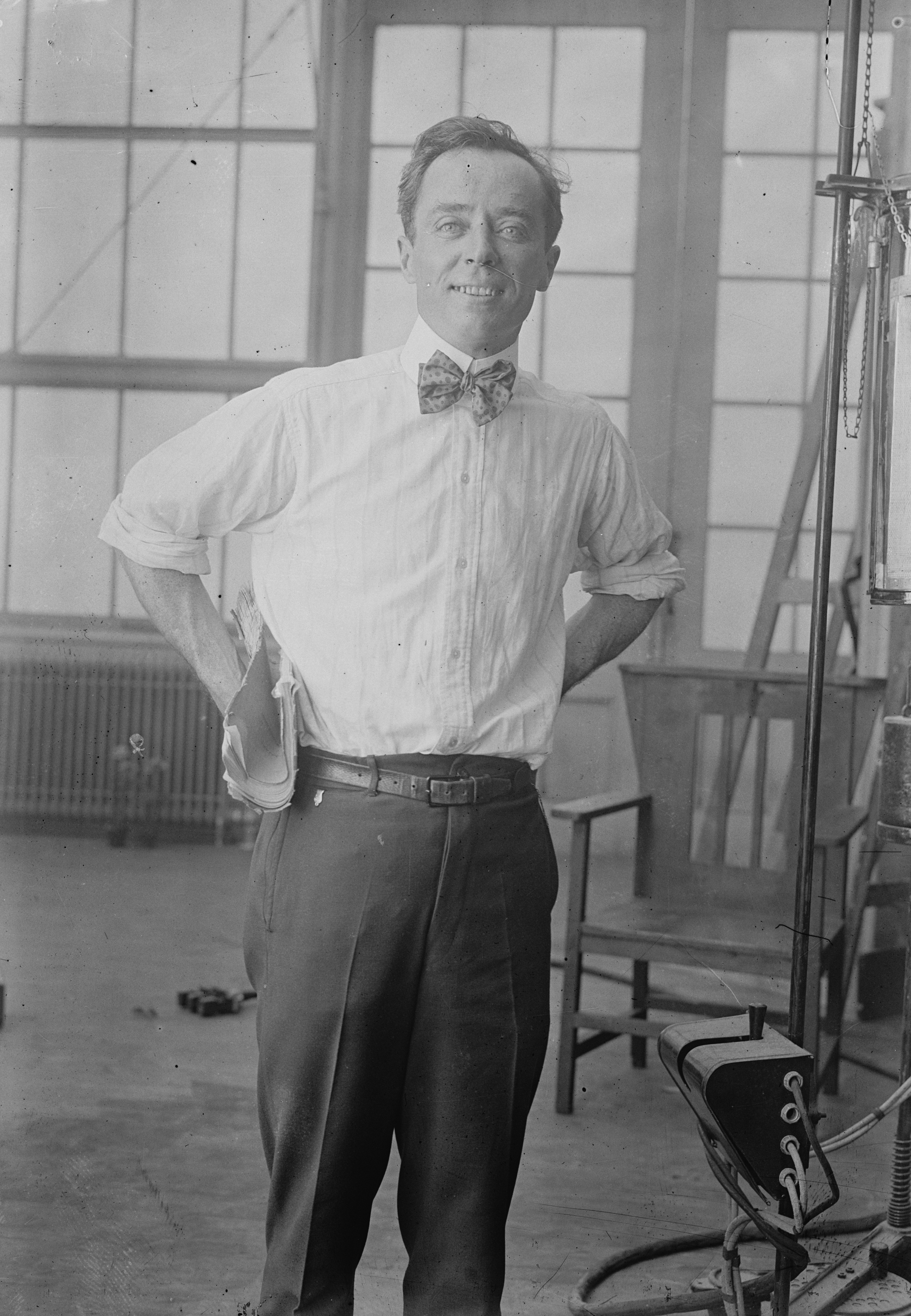
Herbert Brenon
21 juni

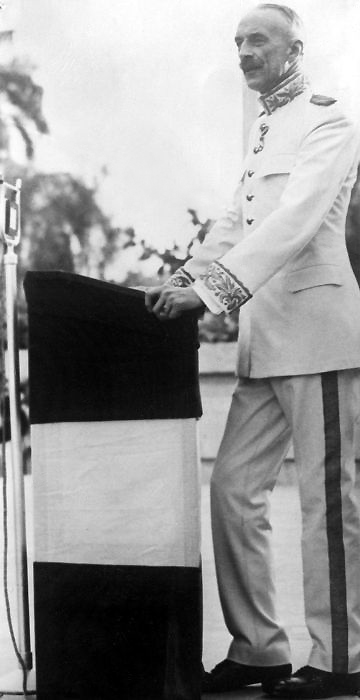
B.C. de Jonge
24 juni

| 1 | 2 | 3 | 4 | 5 | 6 | 7 | 8 | 9 | 10 | 11 | 12 | 13 | 14 | 15 | 16 | 17 | 18 | 19 | 20 | 21 | 22 | 23 | 24 | 25 | 26 | 27 | 28 | 29 | 30 |
| - | - | - | - | - | - | - | - | - | -- | -- | -- | -- | -- | -- | -- | -- | -- | -- | -- | -- | -- | -- | -- | -- | -- | -- | -- | -- | -- |

### 3 juni
- Erwin Bauer (45), Duits autocoureur
- Erhard Hübener (76), Oost-Duits politicus
- Charles Lannie (76), Belgisch gymnast

### 7 juni
- Karl Lashley (67), Amerikaans psycholoog
- Moritz von Thann (79), Oostenrijks componist
- Jan van Zutphen (94), Nederlands vakbondsbestuurder

### 8 juni
- Prokop Oberthor (85), Tsjechisch componist

### 9 juni
- Robert Donat (53), Brits acteur

### 10 juni
- Jay Abney (26), Amerikaans autocoureur

### 12 juni
- Marinus van Meel (77), Nederlands vliegtuigbouwer

### 13 juni
- Johan Bierens de Haan (75), Nederlands bioloog
- Pierre-Étienne Flandin (69), Frans politicus

### 15 juni
- Frans de Vries (74), Nederlands econoom

### 16 juni
- Pál Maléter (40), Hongaars militair
- José Pablo Moncayo García (45), Mexicaans componist
- Imre Nagy (62), Hongaars politicus
- Nereu Ramos (69), president van Brazilië

### 17 juni
- Basil Dickey (77), Amerikaans scenarist
- George Fonder (40), Amerikaans autocoureur

### 19 juni
- Jan Klazes Doornbos (73), Nederlands burgemeester
- Jacob Eliza Boddens Hosang (58), Nederlands burgemeester

### 20 juni
- Kurt Alder (55), Duits scheikundige

### 21 juni
- Herbert Brenon (78), Iers filmregisseur
- Wilhelm Sieger (71), Nederlands scheikundige en ondernemer

### 23 juni
- Armas Järnefelt (88), Fins componist en dirigent

### 24 juni
- Bonifacius Cornelis de Jonge (83), Nederlands koloniaal bestuurder

### 25 juni
- Antonius Hanssen (51), Nederlands bisschop
- Heinz Winkler (47), Oost-Duits politicus

### 27 juni
- Hubertus J. Rhoen (73), Nederlands burgemeester

### 28 juni
- Roelf Jongman (70), Nederlands kunstschilder

### 29 juni
- Edward Ames (88), Amerikaans filosoof en theoloog
- Karl Arnold (57), Duits politicus

### 30 juni
- Aloïs Blommaert (45), Belgisch schrijver

## Juli

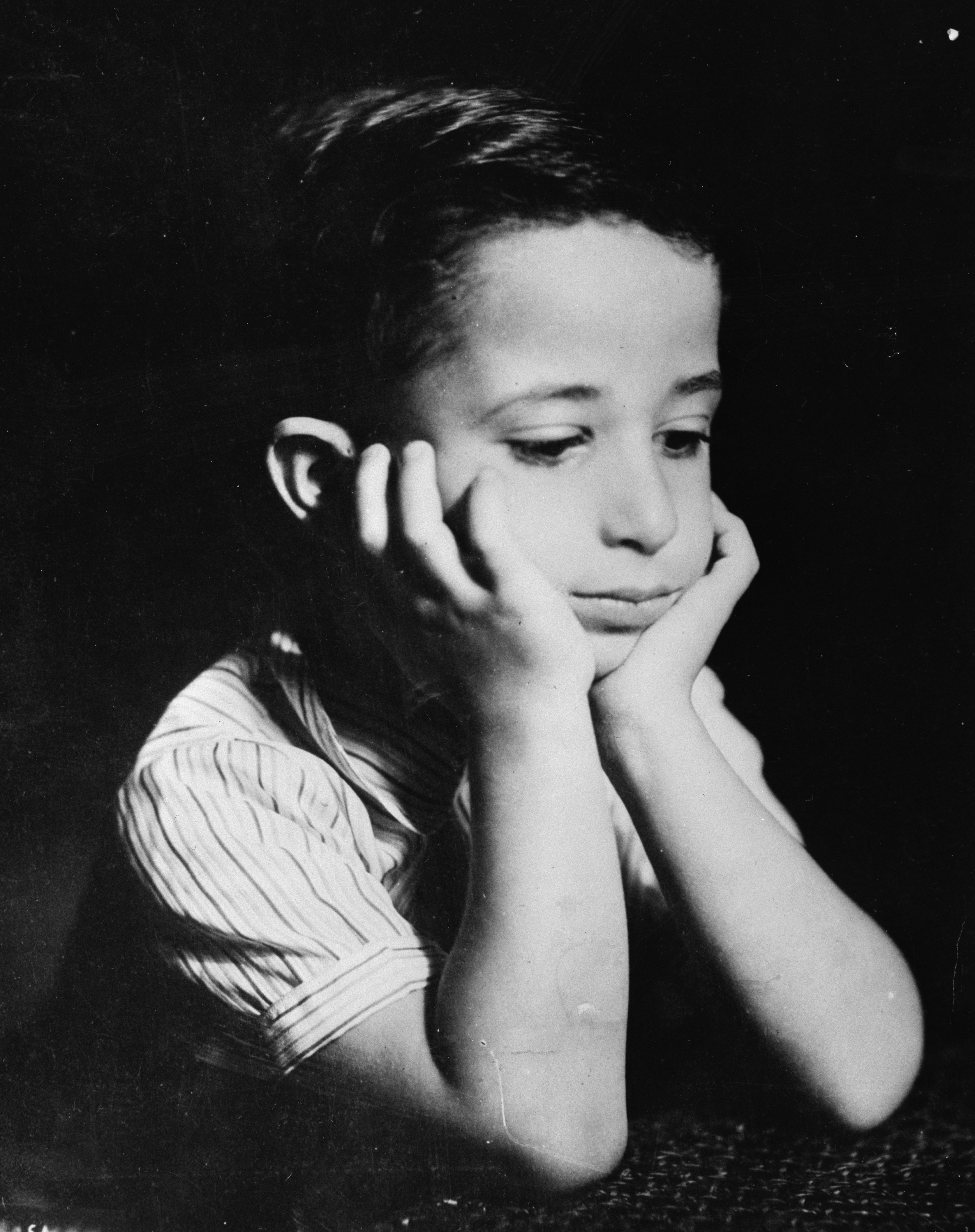
Faisal II van Irak
14 juli

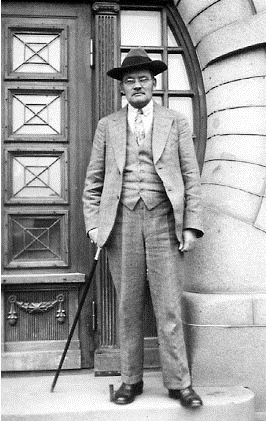
Väinö Hakkila
18 juli

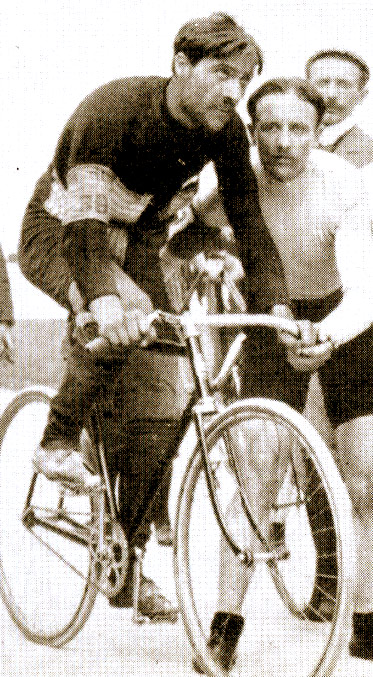
Fernand Augereau
25 juli

| 1 | 2 | 3 | 4 | 5 | 6 | 7 | 8 | 9 | 10 | 11 | 12 | 13 | 14 | 15 | 16 | 17 | 18 | 19 | 20 | 21 | 22 | 23 | 24 | 25 | 26 | 27 | 28 | 29 | 30 | 31 |
| - | - | - | - | - | - | - | - | - | -- | -- | -- | -- | -- | -- | -- | -- | -- | -- | -- | -- | -- | -- | -- | -- | -- | -- | -- | -- | -- | -- |

### 1 juli
- Adriaan Pieter Prins (73), Nederlands schrijver

### 4 juli
- Art Bisch (31), Amerikaans autocoureur
- Fernando de Fuentes (63), Mexicaans filmregisseur
- Adolf Herckenrath (79), Belgisch dichter en toneelschrijver
- Evert Rinsema (77), Nederlands dichter

### 5 juli
- Vilhelm Wolfhagen (68), Deens voetballer

### 6 juli
- Justin Houben (59), Belgisch politicus
- Luigi Musso (33), Italiaans autocoureur
- Marie van Regteren Altena (89), Nederlands kunstschilder

### 9 juli
- Thé Lau (69), Nederlands kunstenaar

### 10 juli
- Friedrich Maurer (46), Oostenrijks handballer

### 13 juli
- Keith Campbell (27), Australisch motorcoureur

### 14 juli
- Faisal II (25), koning van Irak
- Frans Jozef Feron (62), Nederlands geestelijke

### 15 juli
- Nuri al-Said (69), Iraaks politicus

### 18 juli
- Henri Farman (84), Frans luchtvaartpionier
- Väinö Hakkila (76), Fins politicus

### 20 juli
- Salomon Zeldenrust (74), Nederlands schermer

### 24 juli
- Til Brugman (69), Nederlands schrijfster en dichteres

### 26 juli
- Willemien Brom-Struick (81), Nederlands schrijfster

### 27 juli
- Fernand Augereau (75), Frans wielrenner

### 30 juli
- Eppe Steenwijk (57), Nederlands collaborateur

## Augustus

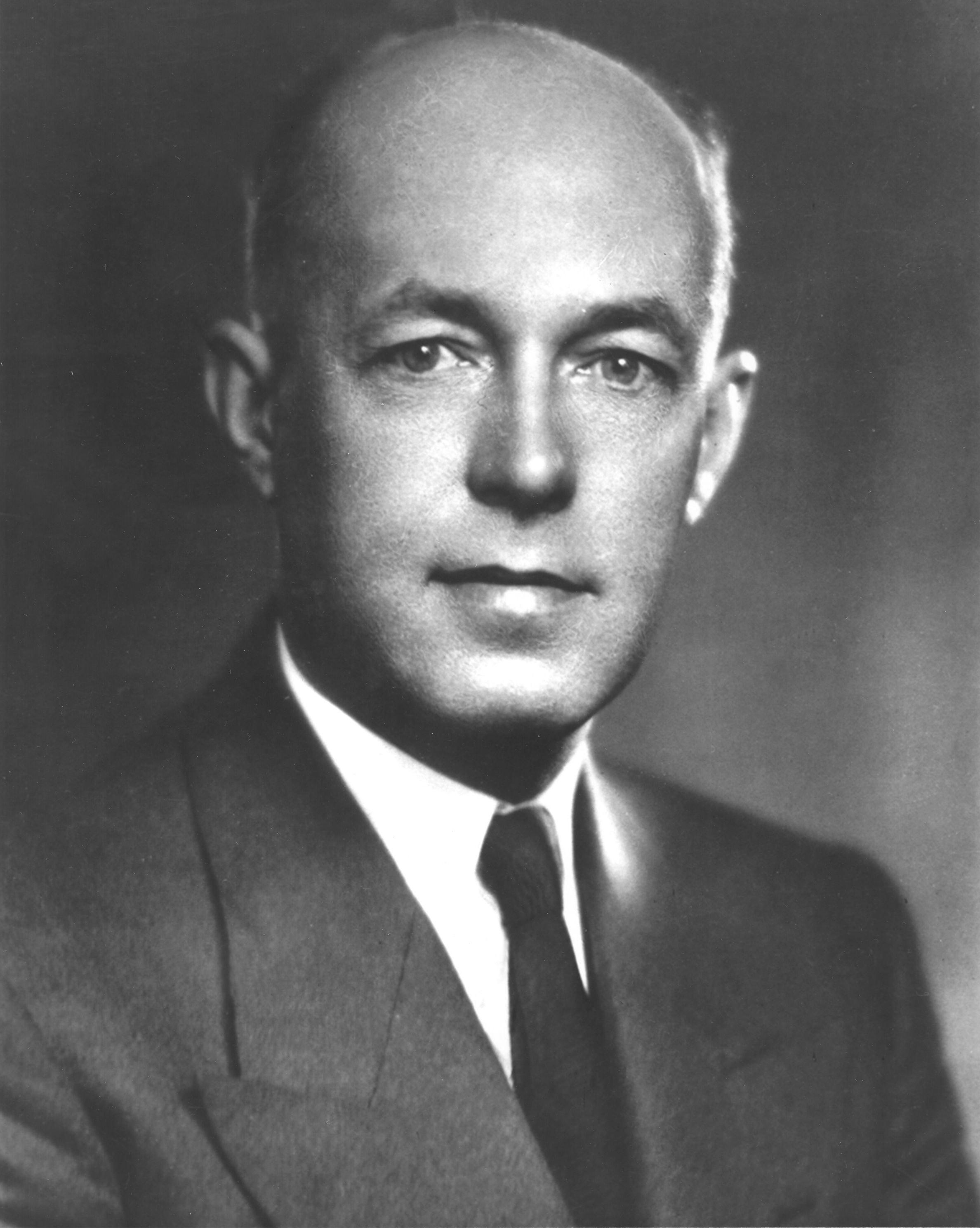
Herbert Yardley
7 augustus

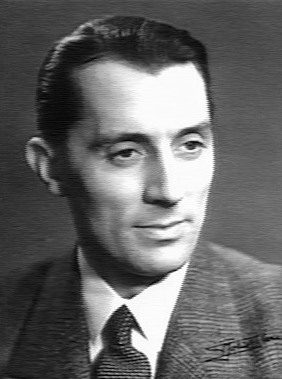
Frédéric Joliot-Curie
14 augustus

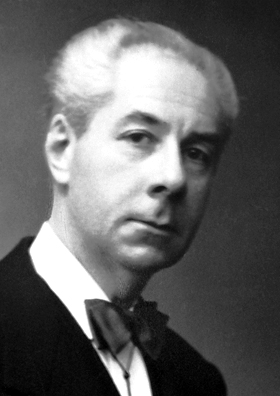
Roger Martin du Gard
23 augustus

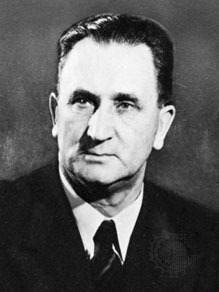
Johannes Strijdom
24 augustus

| 1 | 2 | 3 | 4 | 5 | 6 | 7 | 8 | 9 | 10 | 11 | 12 | 13 | 14 | 15 | 16 | 17 | 18 | 19 | 20 | 21 | 22 | 23 | 24 | 25 | 26 | 27 | 28 | 29 | 30 | 31 |
| - | - | - | - | - | - | - | - | - | -- | -- | -- | -- | -- | -- | -- | -- | -- | -- | -- | -- | -- | -- | -- | -- | -- | -- | -- | -- | -- | -- |

### 1 augustus
- Bernardus Joannes Koldewey (63), Nederlands architect

### 2 augustus
- Tede Beets (78), Nederlands militair
- Joseph Holbrooke (80), Brits componist
- Michele Navarra (53), Italiaans misdadiger

### 3 augustus
- Peter Collins (26), Brits autocoureur
- Pierre Massy (58), Nederlands voetballer

### 7 augustus
- Herbert Yardley (69), Amerikaans cryptograaf en schrijver

### 13 augustus
- Otto Witte (85), koning van Albanië, Duits circusartiest

### 14 augustus
- Frédéric Joliot-Curie (58), Frans natuurkundige

### 15 augustus
- Big Bill Broonzy (60), Amerikaans blueszanger

### 17 augustus
- Adrianus Joannes Maas (64), Nederlands componist
- Florent Schmitt (87), Frans componist

### 21 augustus
- Annie Timmermans (39), Nederlands zwemster

### 23 augustus
- Roger Martin du Gard (77), Frans schrijver
- Marlow Moss (69), Brits kunstenares

### 24 augustus
- Inge Stoll (28), West-Duits motorcoureur
- Johannes Strijdom (65), Zuid-Afrikaans politicus

### 26 augustus
- Olympe Gilbart (84), Belgisch politicus
- Georgi Ivanov (63), Russisch schrijver en dichter
- Ralph Vaughan Williams (85), Brits componist en dirigent

### 27 augustus
- Ernest Lawrence (57), Amerikaans natuurkundige

### 28 augustus
- Ekke Kleima (59), Nederlands kunstschilder
- Willem Frederik van Spengler (80), Nederlands burgemeester

### 30 augustus
- Alfredo Brown (71), Argentijns voetballer

## September

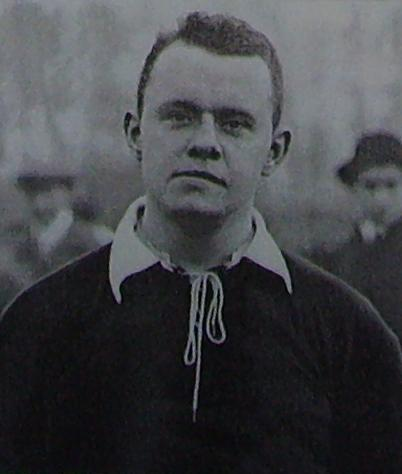
Constant Feith
15 september

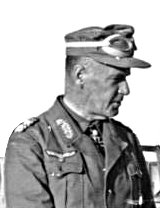
Ludwig Crüwell
25 september

| 1 | 2 | 3 | 4 | 5 | 6 | 7 | 8 | 9 | 10 | 11 | 12 | 13 | 14 | 15 | 16 | 17 | 18 | 19 | 20 | 21 | 22 | 23 | 24 | 25 | 26 | 27 | 28 | 29 | 30 |
| - | - | - | - | - | - | - | - | - | -- | -- | -- | -- | -- | -- | -- | -- | -- | -- | -- | -- | -- | -- | -- | -- | -- | -- | -- | -- | -- |

### 4 september
- Raffaele Paolucci (66), Italiaans militair en politicus

### 7 september
- Jan van Eechoud (54), Nederlands koloniaal bestuurder en schrijver

### 9 september
- Cas Ruffelse (70), Nederlands voetballer

### 11 september
- Jan Overduin (51), Nederlands schrijver

### 12 september
- Marcus Behmer (79), Duits kunstenaar

### 14 september
- David Russowski (41), Braziliaans voetballer bekend als Russinho

### 15 september
- Constant Feith (74), Nederlands voetballer

### 16 september
- Paul Poustochkine (72), Russisch diplomaat

### 18 september
- Louis Reckelbus (94), Belgisch kunstschilder
- Olaf Gulbransson (85), Noors kunstschilder

### 19 september
- Rudolf Rocker (85), Duits schrijver

### 20 september
- Hubert Lagardelle (84), Frans filosoof

### 21 september
- René Gaspar (65), Belgisch taalkundige
- Olga van Hannover-Cumberland (74), lid Duitse adel
- Peter Whitehead (43), Brits autocoureur

### 25 september
- Ludwig Crüwell (66), Duits militair leider
- John Broadus Watson (80), Amerikaans psycholoog

### 28 september
- Jimmy Reece (28), Amerikaans autocoureur

### 29 september
- Aarre Merikanto (65), Fins componist

## Oktober

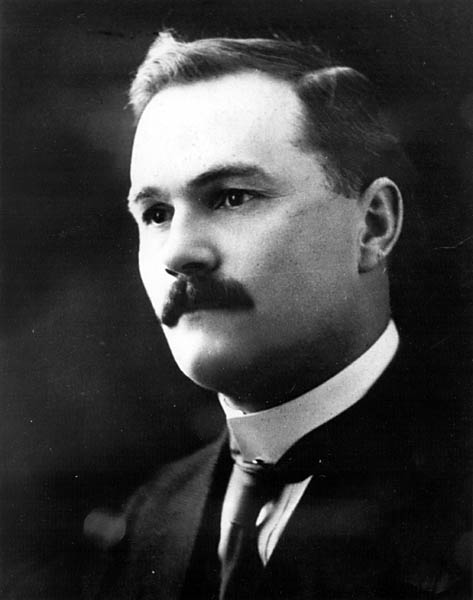
Charles Dunning
2 oktober

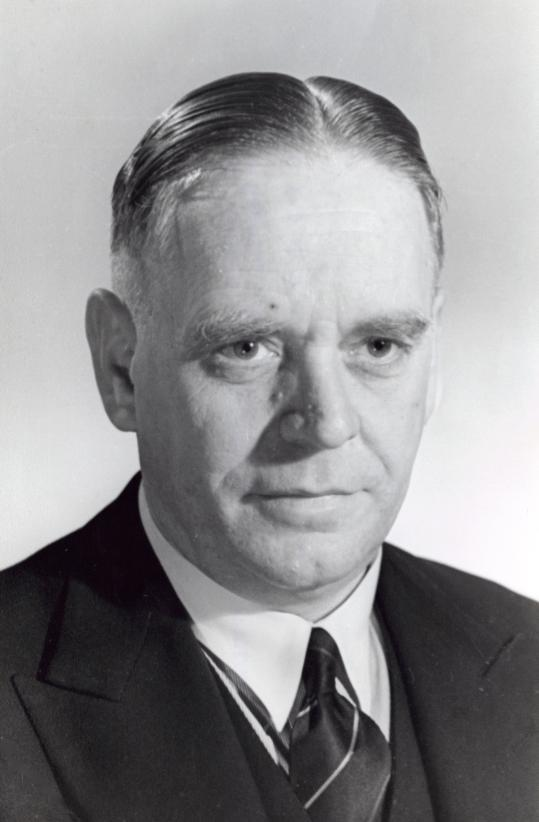
Piet Kerstens
8 oktober

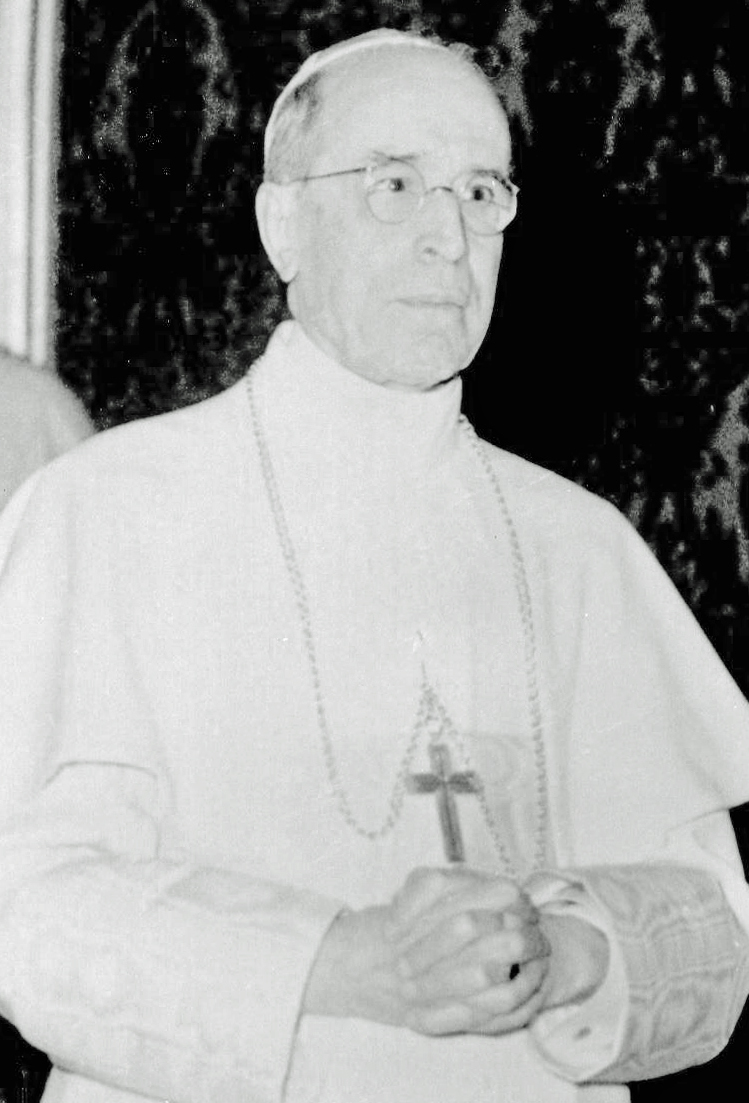
Paus Pius XII
9 oktober

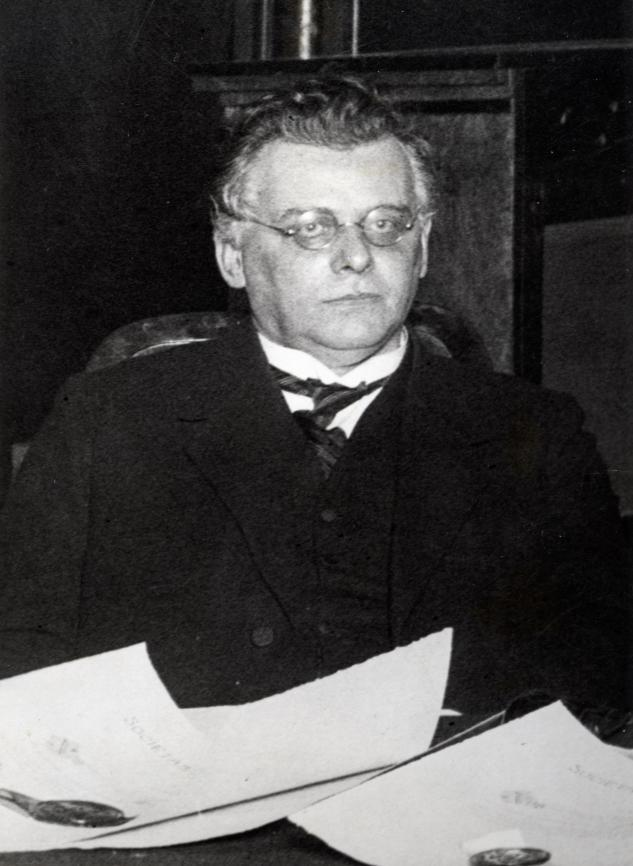
Carel Gerretson
27 oktober

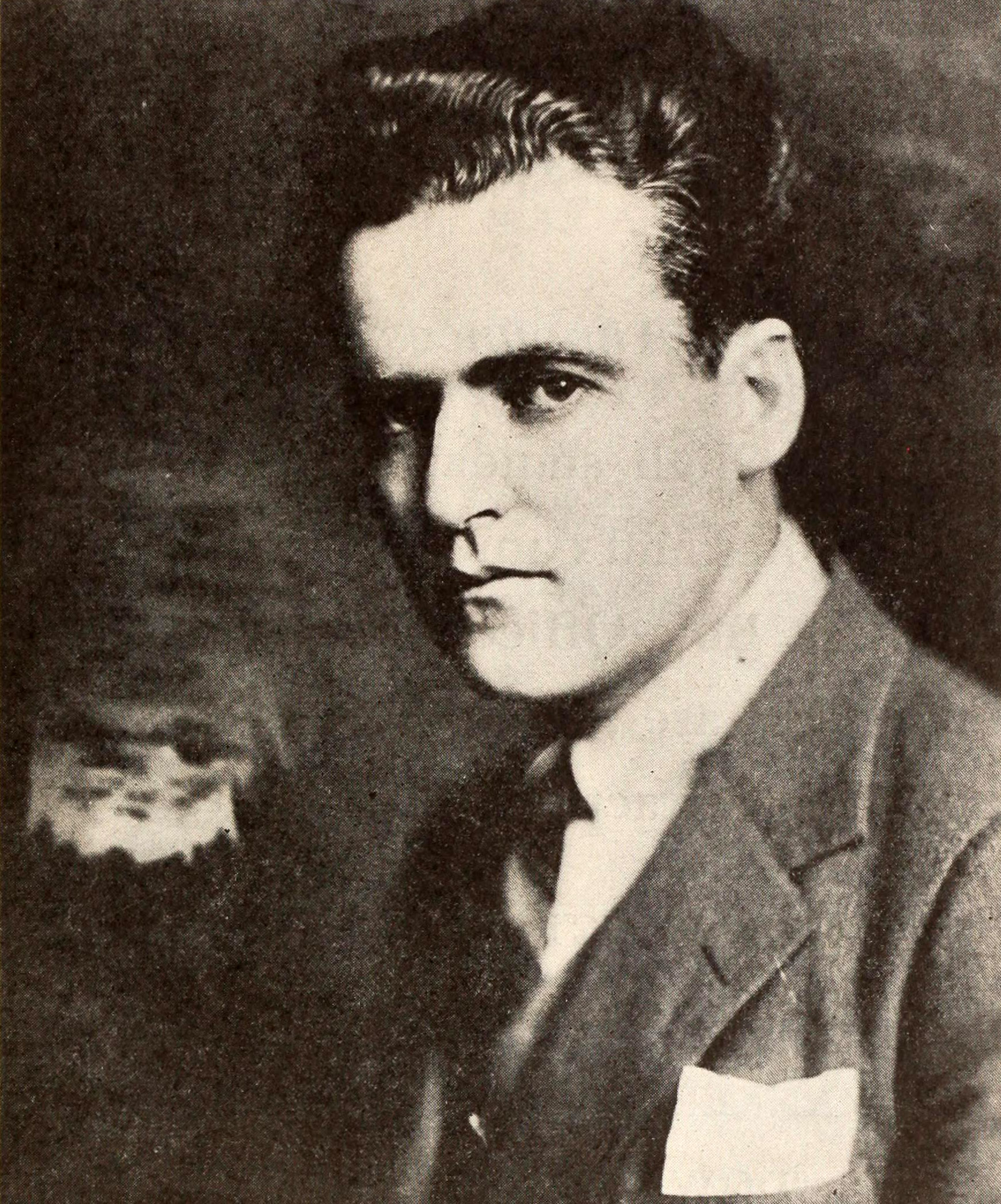
Marshall Neilan
27 oktober

| 1 | 2 | 3 | 4 | 5 | 6 | 7 | 8 | 9 | 10 | 11 | 12 | 13 | 14 | 15 | 16 | 17 | 18 | 19 | 20 | 21 | 22 | 23 | 24 | 25 | 26 | 27 | 28 | 29 | 30 | 31 |
| - | - | - | - | - | - | - | - | - | -- | -- | -- | -- | -- | -- | -- | -- | -- | -- | -- | -- | -- | -- | -- | -- | -- | -- | -- | -- | -- | -- |

### 1 oktober
- Robert Falk (71), Russisch kunstschilder
- Léon Sasserath (77), Belgisch politicus

### 2 oktober
- Charles Dunning (73), Canadees politicus
- Willem Reijers (48), Nederlands kunstschilder en beeldhouwer
- Marie Stopes (77), Brits schrijfster en feministe

### 4 oktober
- Jan Dommering (75), Nederlands biljarter
- Moritz Schönfeld (78), Nederlands taalkundige

### 7 oktober
- Joseph De Clercq (77), Belgisch politicus

### 8 oktober
- Piet Kerstens (62), Nederlands politicus
- Frank Kramer (78), Amerikaans wielrenner

### 9 oktober
- Jan Nowee (57), Nederlands schrijver
- Paus Pius XII (82), Italiaans kardinaal, Rooms-katholiek kerkleider

### 11 oktober
- Johannes Becher (67), Duits dichter en politicus
- Maurice de Vlaminck (82), Frans kunstschilder

### 12 oktober
- Gordon Griffith (51), Amerikaans acteur en filmproducent

### 13 oktober
- Wicher Jacob Woldringh van der Hoop (67), Nederlands burgemeester

### 14 oktober
- Douglas Mawson (76), Australisch geoloog en poolonderzoeker
- Nikolaj Zabolotski (55), Russisch schrijver en dichter

### 15 oktober
- Gerard Hordijk (59), Nederlands kunstenaar
- Jan Poortenaar (72), Nederlands kunstenaar

### 16 oktober
- Jan Cornelis Adriaan Faber (50), Nederlands militair

### 17 oktober
- Celso Costantini (82), Italiaans kardinaal
- Paul Outerbridge (62), Amerikaans fotograaf

### 20 oktober
- Jan van Krimpen (66), Nederlands ontwerper

### 23 oktober
- Erich Köhler (66), Duits politicus

### 24 oktober
- Aleidus Gerardus Bosman (87), Nederlands ondernemer
- George Edward Moore (84), Brits filosoof

### 25 oktober
- José Gustavo Guerrero (82), Salvadoraans politicus, diplomaat en rechter
- Stuart Lewis-Evans (28), Brits autocoureur

### 27 oktober
- Carel Gerretson (74), Nederlands dichter en politicus
- Marshall Neilan (67), Amerikaans regisseur en acteur

### 28 oktober
- Henry Thomas Hamblin (85), Engels mysticus en schrijver

## November

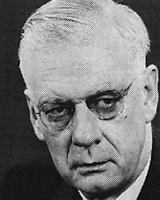
Markus Feldmann
3 november

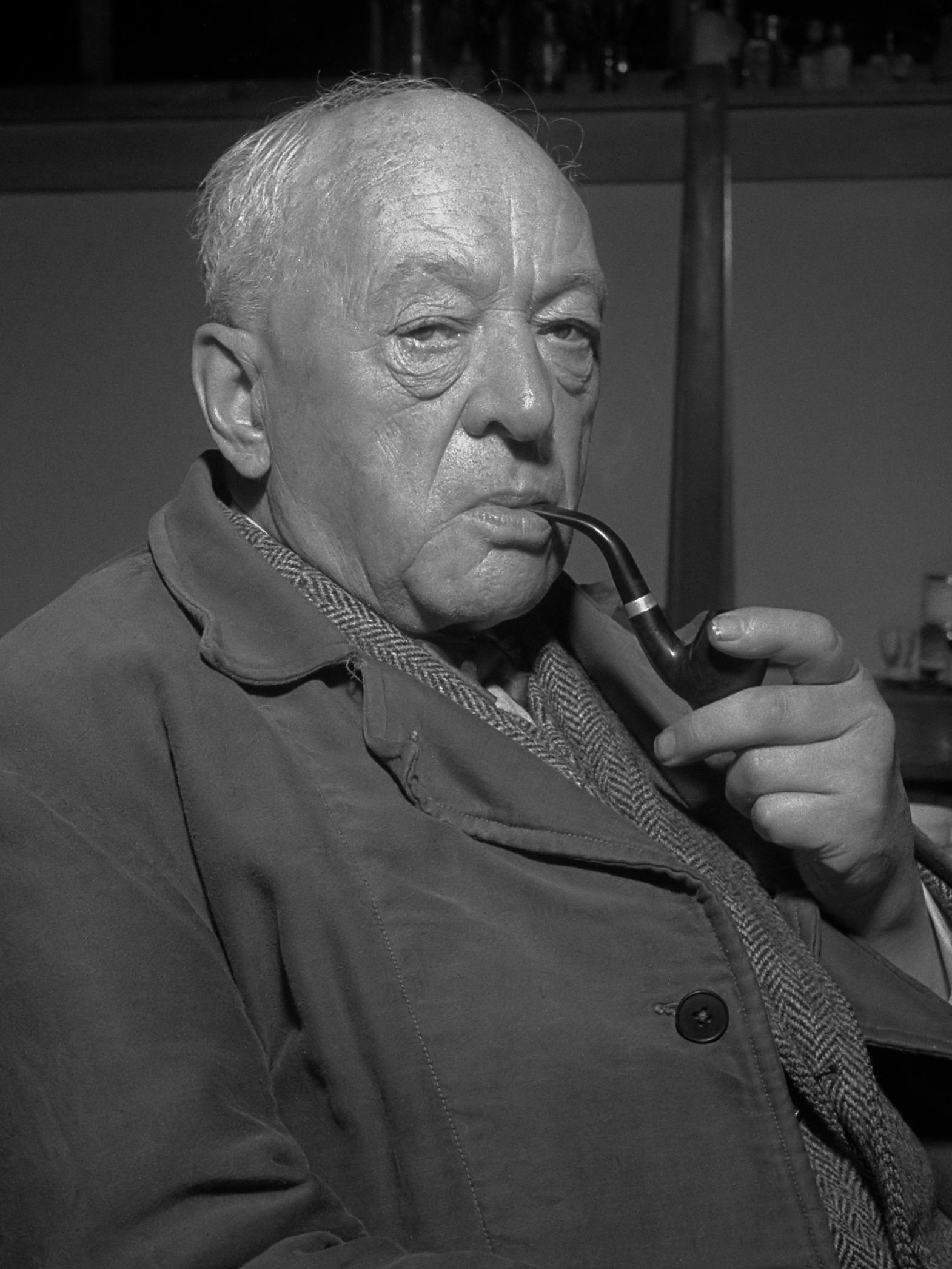
Bart van der Leck
13 november

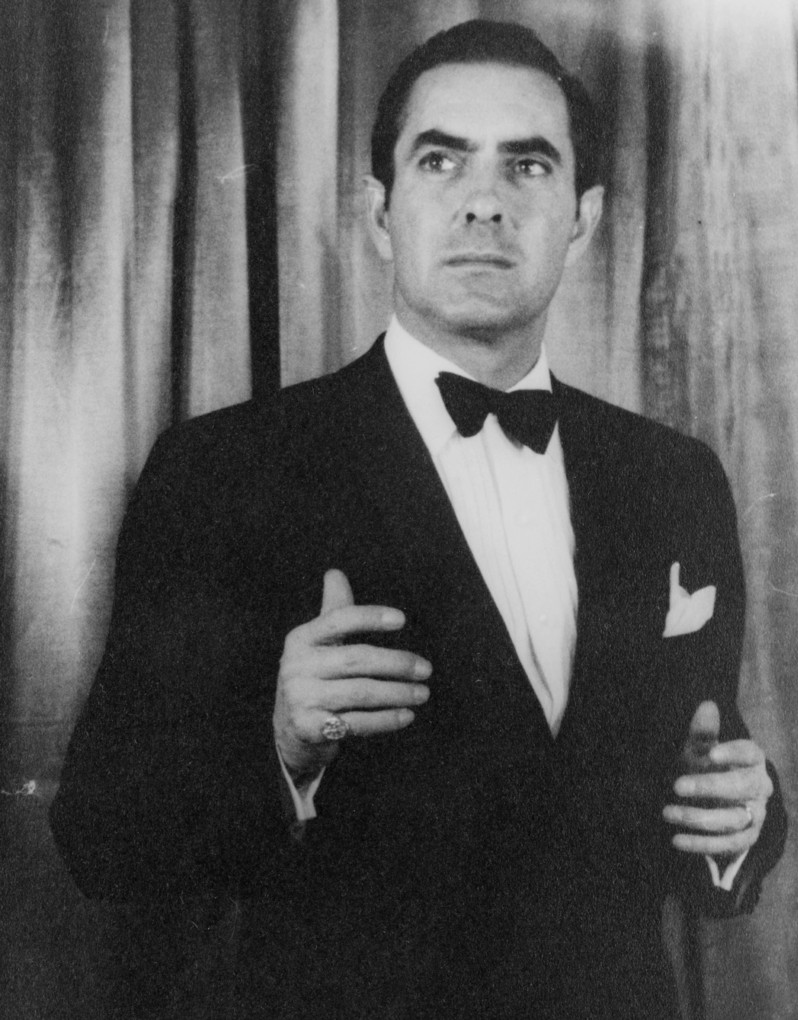
Tyrone Power
15 november

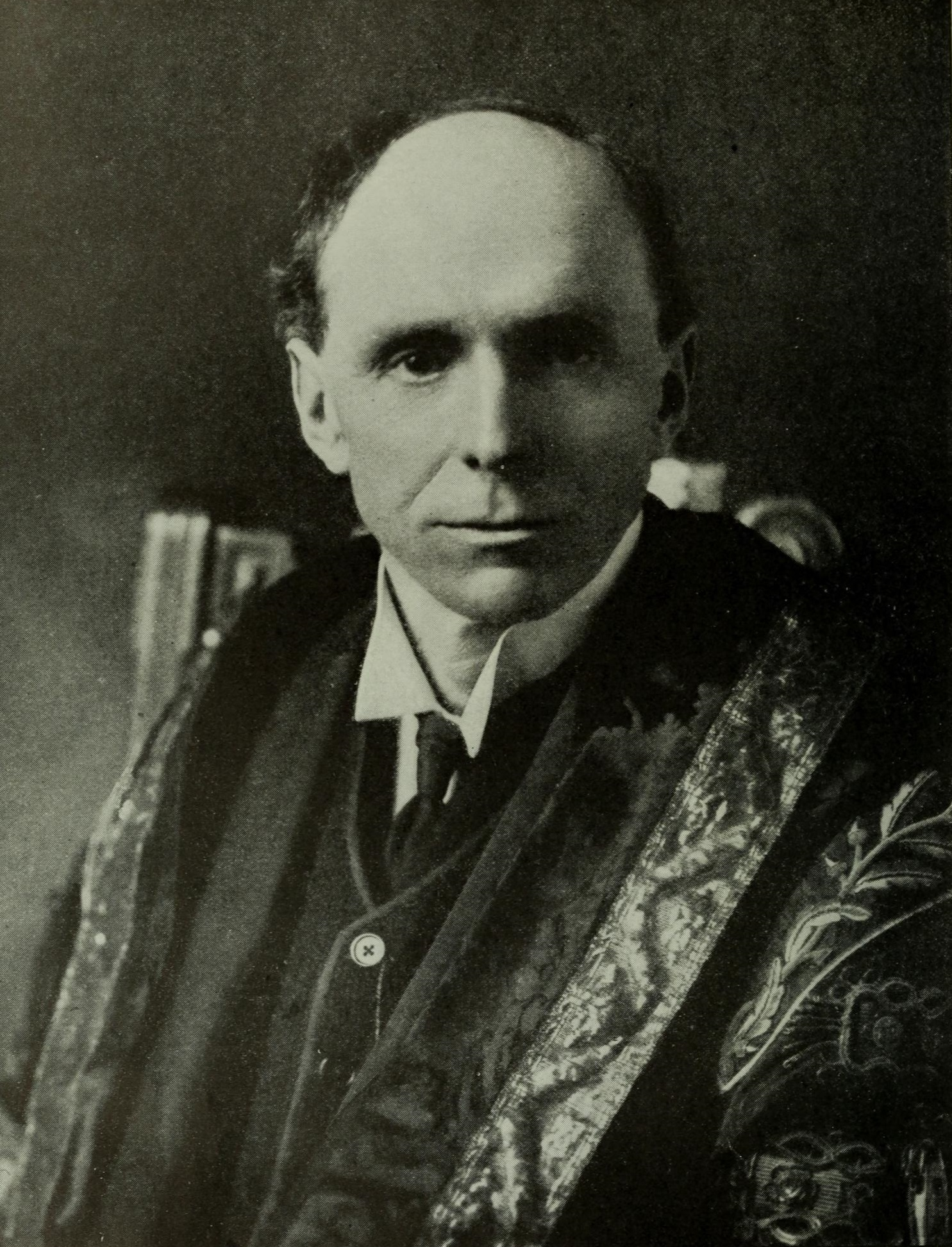
Robert Cecil
24 november

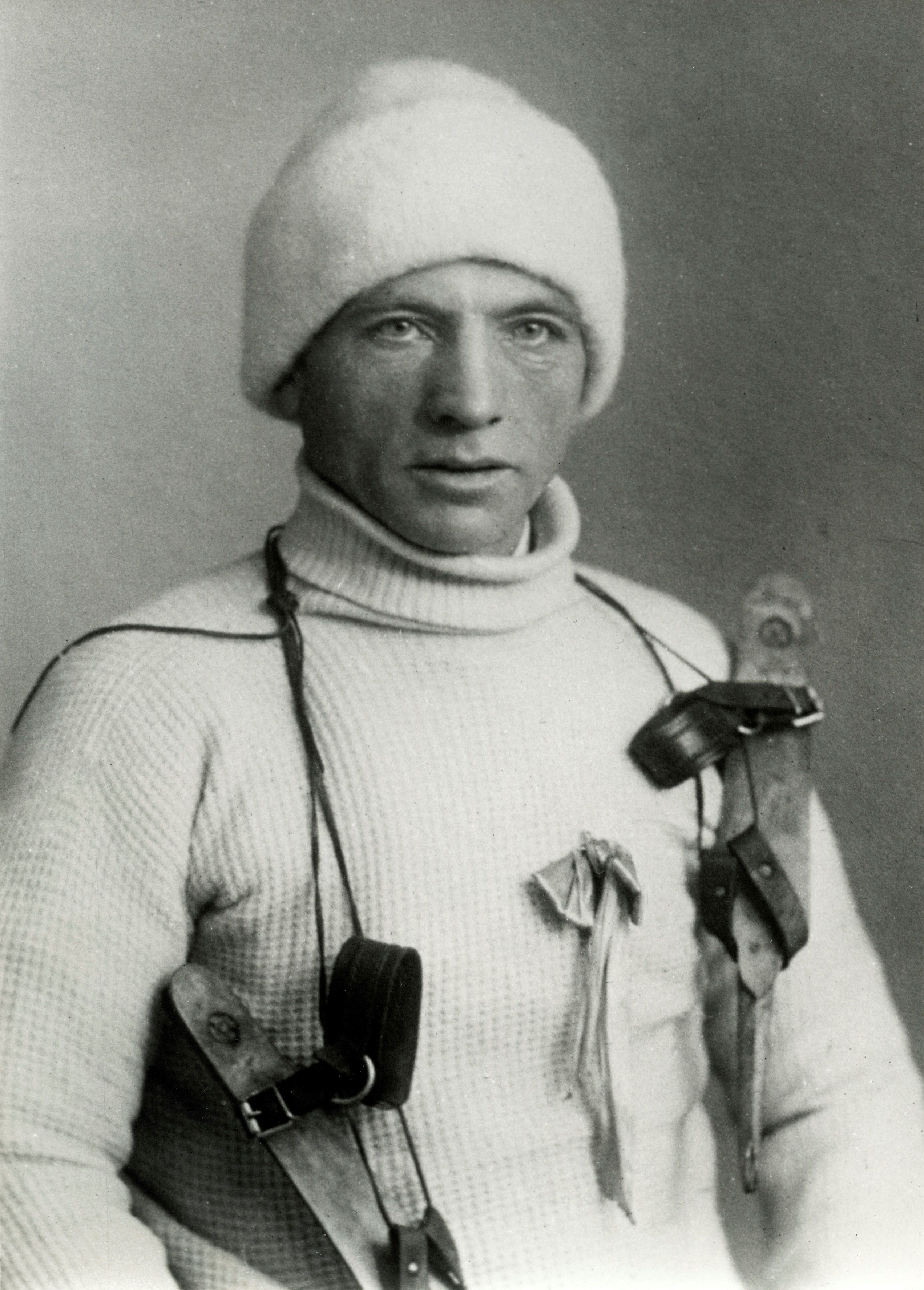
Karst Leemburg
30 november

| 1 | 2 | 3 | 4 | 5 | 6 | 7 | 8 | 9 | 10 | 11 | 12 | 13 | 14 | 15 | 16 | 17 | 18 | 19 | 20 | 21 | 22 | 23 | 24 | 25 | 26 | 27 | 28 | 29 | 30 |
| - | - | - | - | - | - | - | - | - | -- | -- | -- | -- | -- | -- | -- | -- | -- | -- | -- | -- | -- | -- | -- | -- | -- | -- | -- | -- | -- |

### 3 november
- Markus Feldmann (61), Zwitsers politicus
- Eduard Pendorf (66), Duits voetballer

### 4 november
- Hermann von Kuhl (102), Duits militair
- Sam Zimbalist (54), Amerikaans filmproducent

### 8 november
- Johan Backer Lunde (84), Noors componist en pianist
- Albert Verlackt (44), Belgisch politicus

### 9 november
- Alberic Decoene (77), Belgisch geestelijke
- Piet Teunissen (68), Nederlands kunstschilder

### 11 november
- André Bazin (40), Frans filmcriticus

### 12 november
- Henri Hoevenaers (56), Belgisch wielrenner

### 13 november
- Bart van der Leck (81), Nederlands kunstschilder

### 14 november
- François Delloye (70), Belgisch atleet
- Jacob Tilbusscher (82), Nederlands historicus

### 15 november
- Carl Mennicke (71), Duits-Nederlands pedagoog
- Tyrone Power (44), Amerikaans acteur

### 16 november
- J.W.F. Werumeus Buning (67), Nederlands schrijver en dichter

### 17 november
- Frank Cadogan Cowper (81), Brits kunstschilder
- Yutaka Taniyama (31), Japans wiskundige

### 21 november
- Anthonie Nicolaas Molenaar (70), Nederlands politicus

### 23 november
- Johnston McCulley (75), Amerikaans schrijver

### 24 november
- Robert Cecil (94), Brits diplomaat en politicus
- Sergej Borisovitsj Krylov (70), Russisch rechtsgeleerde

### 27 november
- József Pécsi-Prichystal (84), Hongaars componist
- Artur Rodziński (66), Pools dirigent

### 30 november
- Karst Leemburg (69), Nederlands schaatser
- Joseph Truyens (59), Belgisch politicus

## December

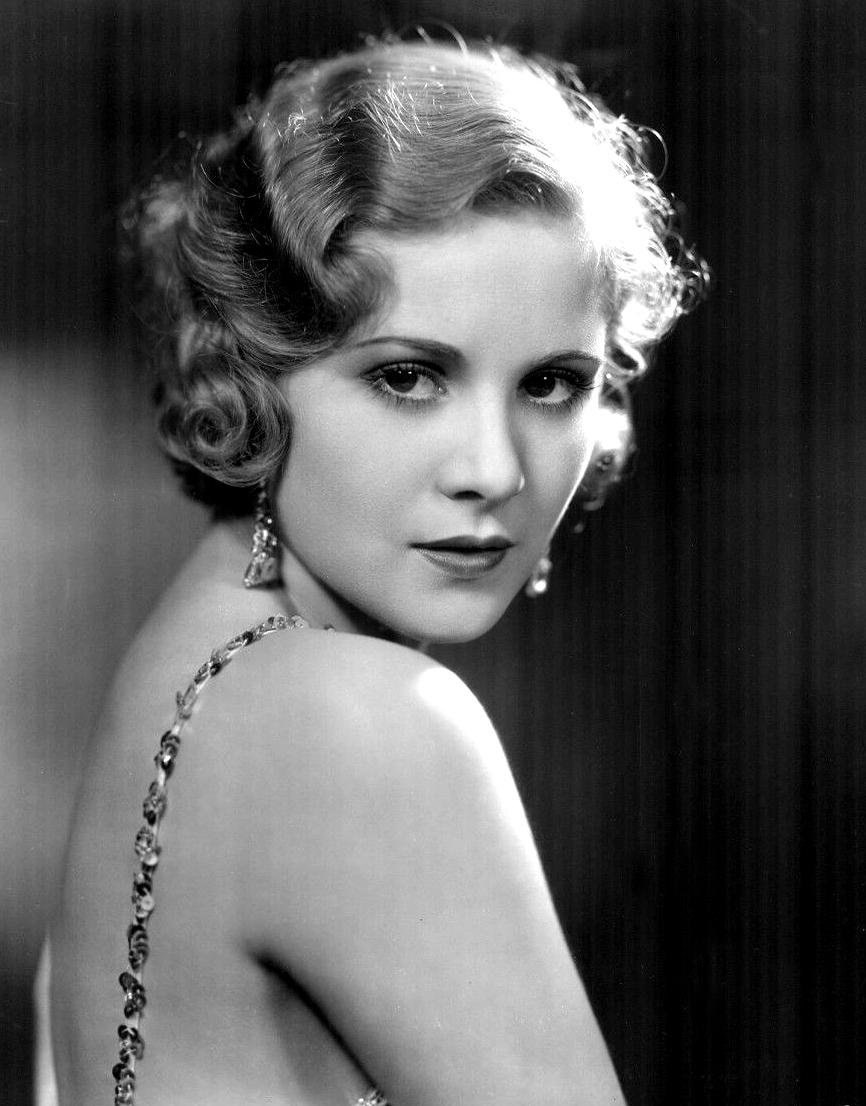
Boots Mallory
1 december

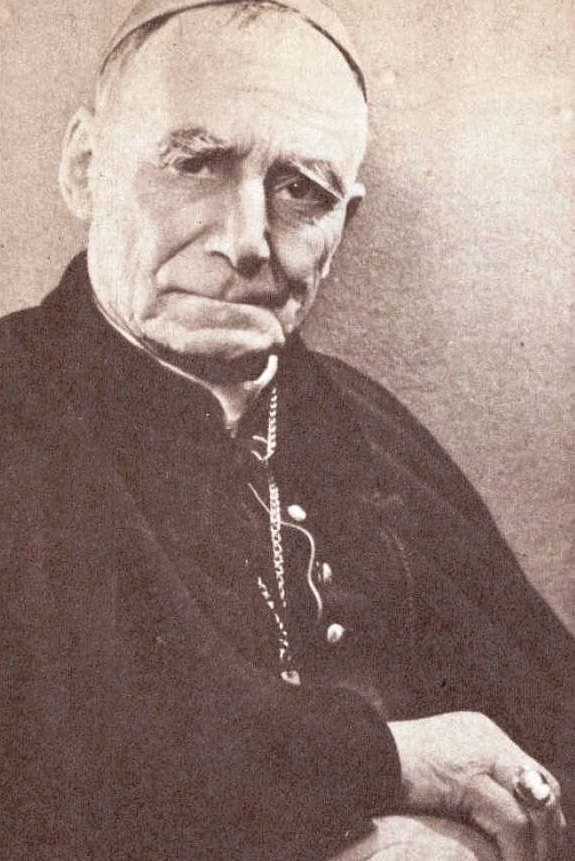
José María Caro Rodríguez
4 december

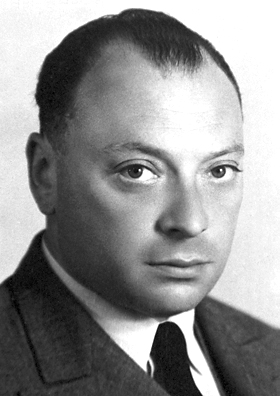
Wolfgang Pauli
15 december

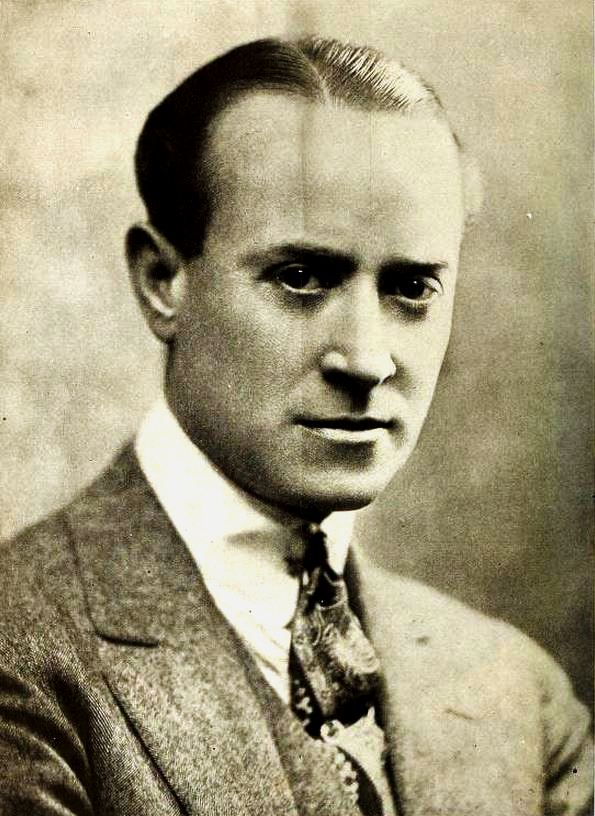
H.B. Warner
21 december

| 1 | 2 | 3 | 4 | 5 | 6 | 7 | 8 | 9 | 10 | 11 | 12 | 13 | 14 | 15 | 16 | 17 | 18 | 19 | 20 | 21 | 22 | 23 | 24 | 25 | 26 | 27 | 28 | 29 | 30 | 31 |
| - | - | - | - | - | - | - | - | - | -- | -- | -- | -- | -- | -- | -- | -- | -- | -- | -- | -- | -- | -- | -- | -- | -- | -- | -- | -- | -- | -- |

### 1 december
- Boots Mallory (45), Amerikaans actrice

### 2 december
- Jan Kok (69), Nederlands voetballer

### 4 december
- José María Caro Rodríguez (92), Chileens kardinaal

### 5 december
- Ferdinand Bruckner (67), Oostenrijks dichter en toneelschrijver

### 8 december
- Julia Lee (56), Amerikaans zangeres

### 10 december
- Arie Jacobus de Mare (90), Nederlands bibliothecaris

### 11 december
- Rudolf Rößler (61), Duits spion

### 12 december
- Milutin Milanković (79), Servisch ingenieur

### 14 december
- Joseph Vandemeulebroek (82), Belgisch politicus

### 15 december
- Wolfgang Pauli (58), Oostenrijks-Amerikaans natuurkundige

### 16 december
- Derk Meeles (86), Nederlands kunstschilder
- János Székely (57), Hongaars schrijver

### 20 december
- Éva Gauthier (73), Canadees operazangeres
- Fjodor Gladkov (75), Russisch schrijver
- Edouard Ronvaux (81), Belgisch politicus

### 21 december
- Lion Feuchtwanger (74), Duits schrijver
- H.B. Warner (83), Brits acteur

### 22 december
- Jackie Clark (71), Australisch wielrenner

### 24 december
- Albert Franz Theodor Reuß (79), Duits bioloog

### 25 december
- Doc Cook (67), Amerikaans jazzmusicus
- Johan Gerbrand Koopmans (58), Nederlands econoom

### 27 december
- Co van Tijen (61), Nederlands luchtvaartpionier

### 28 december
- Clarence Raymond Shoemaker (84), Amerikaans zoöloog

### 29 december
- Armand Deweerdt (56), Belgisch politicus

## Datum onbekend
- Joseph Mariën (58), Belgisch atleet
- Émile Binet (50), Belgisch atleet

1900 ·
1901 ·
1902 ·
1903 ·
1904 ·
1905 ·
1906 ·
1907 ·
1908 ·
1909 ·
1910 ·
1911 ·
1912 ·
1913 ·
1914 ·
1915 ·
1916 ·
1917 ·
1918 ·
1919 ·
1920 ·
1921 ·
1922 ·
1923 ·
1924 ·
1925 ·
1926 ·
1927 ·
1928 ·
1929 ·
1930 ·
1931 ·
1932 ·
1933 ·
1934 ·
1935 ·
1936 ·
1937 ·
1938 ·
1939 ·
1940 ·
1941 ·
1942 ·
1943 ·
1944 ·
1945 ·
1946 ·
1947 ·
1948 ·
1949 ·
1950 ·
1951 ·
1952 ·
1953 ·
1954 ·
1955 ·
1956 ·
1957 ·
1958 ·
1959 ·
1960 ·
1961 ·
1962 ·
1963 ·
1964 ·
1965 ·
1966 ·
1967 ·
1968 ·
1969 ·
1970 ·
1971 ·
1972 ·
1973 ·
1974 ·
1975 ·
1976 ·
1977 ·
1978 ·
1979 ·
1980 ·
1981 ·
1982 ·
1983 ·
1984 ·
1985 ·
1986 ·
1987 ·
1988 ·
1989 ·
1990 ·
1991 ·
1992 ·
1993 ·
1994 ·
1995 ·
1996 ·
1997 ·
1998 ·
1999 ·
2000 ·
2001 ·
2002 ·
2003 ·
2004 ·
2005 ·
2006 ·
2007 ·
2008 ·
2009 ·
2010 ·
2011 ·
2012 ·
2013 ·
2014 ·
2015 ·
2016 ·
2017 ·
2018 ·
2019 ·
2020 ·
2021 ·
2022 ·
2023 ·
2024 ·
2025